# Exército Português
O Exército Português é o ramo terrestre das Forças Armadas Portuguesas, encarregado — em conjunto com os outros ramos — da defesa militar da Nação.

## Missões no estrangeiro
As Forças Nacionais Destacadas ou FND, são a designação dada aos militares em missões internacionais, grande parte delas no âmbito da NATO, Nações Unidas e União Europeia. Atualmente o Exército Português mantém militares nas seguintes missões:
- Combined Joint Task Force – Operation Inherent Resolve no Iraque
- Operation Gallant Phoenix na Jordânia
- Takuba Task Force no Mali
- Insurreição islâmica em Cabo Delgado Moçambique
- KFOR no Kosovo
- MINUSCA na República Centro-Africana
- MINUSMA  no Mali
- UN Verification Mission na Colômbia
- EUTM-Somalia na Somália
- EUTM Mali no Mali
- EUTM RCA na República Centro-Africana
- EUTM Mozambique em Moçambique

O Exército Português também tem missões no âmbito da Cooperação no Domínio da Defesa (CDD) nos Países de Língua Portuguesa, que são missões que Portugal mantém de maneira permanente de modo a treinar e aconselhar as Forças Armadas desses países, atualmente Portugal coopera com os seguintes países:
- CDD Angola
- CDD Cabo Verde
- CDD Guiné-Bissau
- CDD Moçambique
- CDD São Tomé e Príncipe
- CDD Timor-Leste

## História

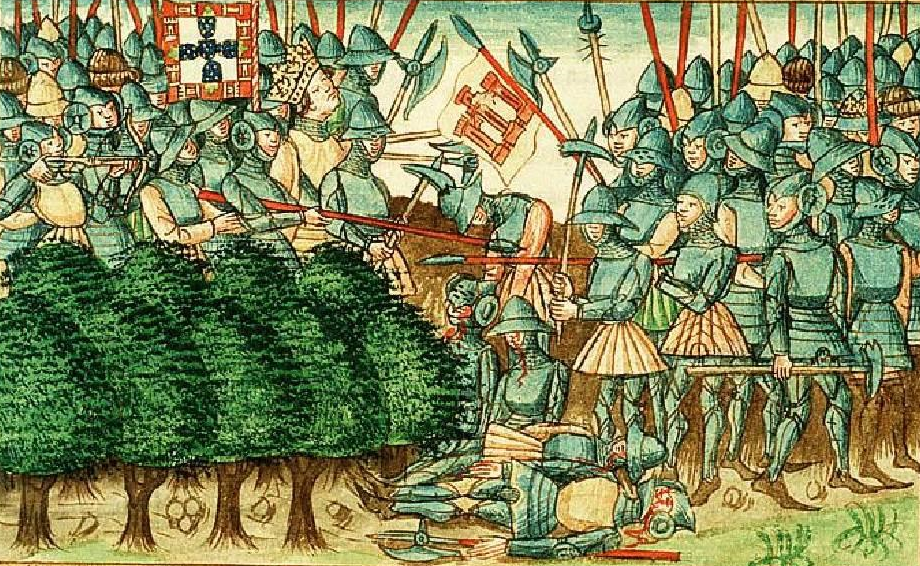
Vitória Portuguesa na Batalha de Aljubarrota.

### Antes da criação de um exército permanente
A vitória das forças portuguesas na Batalha de São Mamede, a 24 de Junho de 1128, é considerada o acontecimento seminal para a fundação de um Portugal independente, levando Afonso Henriques a autodenominar-se Príncipe.
As forças portuguesas estiveram envolvidas na Reconquista, avançando sucessivamente para sul reconquistando para a Cristandade territórios ocupados pelos mouros ao mesmo tempo que expandam o território de Portugal. A 25 de julho de 1139, as tropas portuguesas obtêm uma espectacular vitória na Batalha de Ourique, após a qual Afonso Henriques proclamou-se "rei".
Mediante o Tratado de Zamora, assinado em 5 de outubro de 1143, Portugal foi oficialmente reconhecido como um reino independente.
Em 1147, dá-se um importante passo na Reconquista, com a conquista da cidade de Lisboa aos mouros. A parte portuguesa da Reconquista terminaria finalmente em 1249, com a reconquista completa do Algarve.
No século XIV, as tropas portuguesas derrotaram os invasores castelhanos, obtendo uma vitória definitiva na Batalha de Aljubarrota, em 1385. Com a independência garantida, Portugal iniciou então a sua expansão ultramarina mundial, começando pela conquista de Ceuta no Norte de África em 1415.

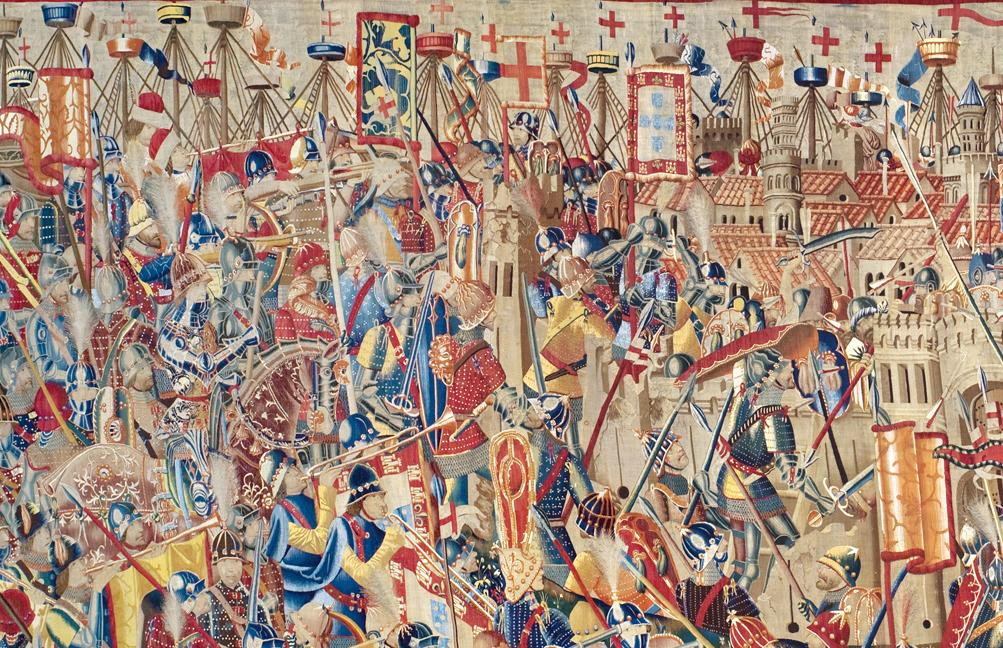
Tropas portuguesas na Conquista de Arzila em Marrocos

Com o início da expansão marítima de Portugal no século XV, as forças terrestres do país concentraram-se em campanhas ultramarinas destinadas a conquistar novos territórios na África, Ásia e Américas, que formariam o Império Português. Entre essas muitas campanhas estavam as guerras pelo controlo de Marrocos, as guerras com o Império Otomano pelo controlo da Índia e do Oceano Índico, a guerra com o Império Safávida pelo controlo do Golfo Pérsico e a participação na Guerra Abissínio-Adal em apoio ao Império Etíope. 
O papel das forças terrestres foi mais importante nas campanhas de Marrocos, travadas principalmente em terra. Grande parte das outras campanhas ultramarinas ocorreram no mar e por isso foram lideradas pela Marinha Portuguesa, mas as forças terrestres tiveram também um papel importante como forças de embarque nas batalhas navais e como forças de desembarque em operações anfíbias. 
Na Europa, as forças terrestres portuguesas envolveram-se na Guerra de Sucessão Castelhana.

### A criação de um exército permanente
D. Sebastião lançou as bases de um exército permanente, com a criação das Tropas de Ordenanças em 1570 e a adopção do terço como principal formação de infantaria, com base no tercio espanhol. As Ordenanças eram uma organização territorial do tipo milícia que visava dar um enquadramento militar à população portuguesa e criar um sistema nacional de mobilização e treino militar.
Os terços estavam organizados em companhias de 250 homens, cada um chefiado por um capitão, auxiliado por um alferes e um sargento. As várias companhias de Ordenanças de uma cidade, vila ou município eram agrupadas em capitanias, cada uma chefiada por um capitão-mor, coadjuvado por um sargento-mor. O sistema de Ordenanças cobriria praticamente toda a mão-de-obra disponível em Portugal e tornar-se-ia parte da base da organização militar portuguesa até ao século XIX. A sua eficiência logo seria evidenciada por sua importante contribuição para a formação do exército expedicionário que combateria a campanha marroquina de 1578.
Para a campanha marroquina de 1578, quatro terços foram arregimentados pelo sistema de Ordenanças (de Lisboa, Extremadura, Alentejo e Algarve), outro foi preenchido por jovens nobres voluntários escolhidos à sorte e outros três preenchidos por mercenários estrangeiros. Cada um desses terços era composto por 12 companhias e cerca de 3 mil homens (lanceiros, arcabuzeiros e mosqueteiros), sob o comando de um coronel. No que diz respeito à cavalaria portuguesa da época, incluía os acobertados (cavalaria blindada pesada) e os ginetes (cavalaria ligeira).
O Exército Português tem as suas origens remotas no Terço Velho da Armada, primeira unidade permanente em Portugal, criada por D. António de Ataíde em 1618. Destinavam-se a combater a pirataria magrebina e norte-europeia de forma semelhante a fuzileiros. Serviria mais tarde como guarda-real também.

### Restauração da Independência

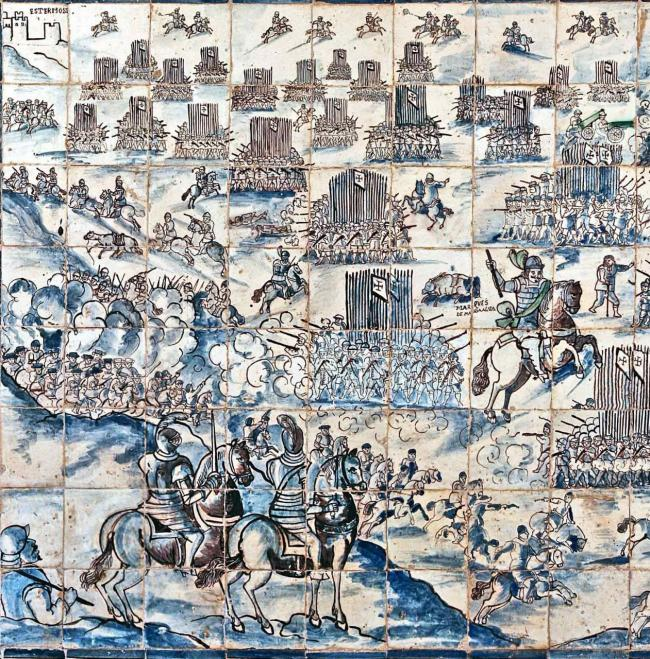
Azulejo com referência à Batalha de Montes Claros.

Com Portugal sujeito aos reis espanhóis, o início do século XVII foi um período de abandono dos militares portugueses. As forças portuguesas foram mobilizadas para lutar por Espanha nas suas campanhas em vários teatros. Em contrapartida, quase nenhum apoio militar foi recebido da Espanha para a defesa do Império Português, que sofreu sucessivos ataques dos inimigos de Espanha, em particular dos ingleses e holandeses. Como resultado, Portugal sofreu uma série de retrocessos militares, perdendo vários territórios na África, na Ásia e na América.
A 1 de dezembro de 1640, os portugueses revoltaram-se e restauraram a sua plena independência, sob a liderança do duque de Bragança, que foi coroado como rei João IV de Portugal. Começou então a Guerra da Restauração Portuguesa, com o Exército Português derrotando o Exército espanhol numa série de campanhas militares, até alcançar a vitória final em 1668. Ao mesmo tempo, os portugueses derrotavam os holandeses numa série de campanhas ultramarinas (Guerra Luso- Holandesa), recuperando a maior parte seus territórios na África e na América do Sul.
No momento da Restauração da independência portuguesa, as forças terrestres do país foram reduzidas a cerca de 2000 homens mal equipados. As Ordenanças foram esquecidas e praticamente desapareceram. Uma nova organização militar teve então de ser construída. A essa altura, as forças terrestres passaram a ser chamadas de Exército. A estrutura de alto comando da nova organização militar tinha um Conselho de Guerra como órgão militar supremo do país. O Monarca delegou a maior parte de seus papéis militares neste conselho, incluindo a responsabilidade pela organização militar, comissão de oficiais, planejamento de operações militares, construção de fortificações e justiça militar. A função de Capitão-General das Armas do Reino foi criada para servir como comandante-em-chefe do Exército, ao mesmo tempo em que presidia o Conselho de Guerra. Sob o capitão-mor, existia uma organização territorial militar que incluía um oficial general governador de armas para cada uma das seis províncias (Entre-Douro e Minho, Trás-os-Montes, Beira, Estremadura, Alentejo e Algarve) e sob eles , um governador militar para cada uma das 25 comarcas.
Este sistema de forças — aprovado pelas Cortes portuguesas em 1642 — tinha uma das organizações mais avançadas da época, incluindo três linhas ou classes de tropas (Exército, Tropas Auxiliares e Tropas de Ordenanças). A organização das forças estabelecidas nessa época permaneceria quase inalterada até a dissolução do Exército em 1837, após o fim da Guerra Civil.

### Século XVIII
Em 1707, seguindo o modelo dos demais países europeus, os antigos Terços do exército português são transformados em regimentos. Já as Tropas Auxiliares se mantiveram organizadas em Terços até 1796, quando foram transformados em regimentos de milicias.

No século XVIII os desenvolvimentos das Relações Internacionais na Europa envolveram Portugal em mais outros conflitos com o país vizinhoː a Guerra da Sucessão Espanhola ( que Portugal participa entre 1703 e 1714), a Guerra Luso-Espanhola de 1736, a "Guerra Fantástica" (Guerra Hispano-Portuguesa de 1762 à 1763 no Brasil) e a Guerra Hispano-Portuguesa de 1776 à 1777.

Militares dos regimentos de Bragança, Moura, Estremoz e Rio de Janeiro, em 1786.
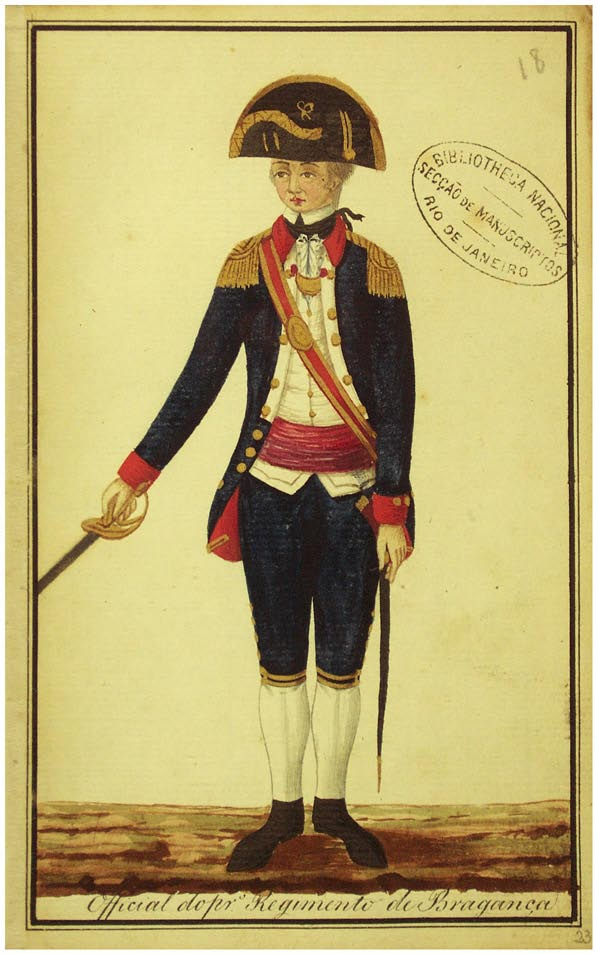
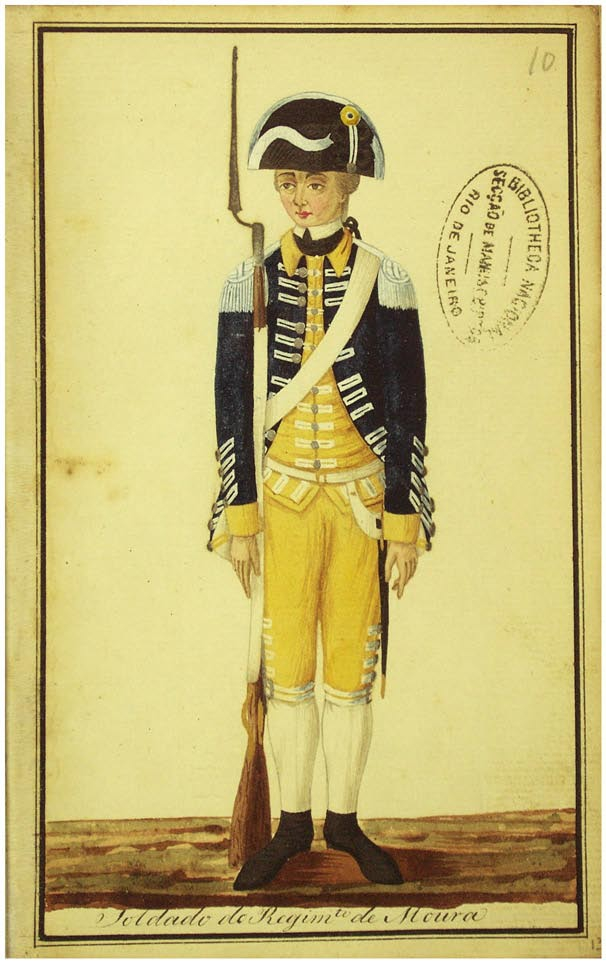
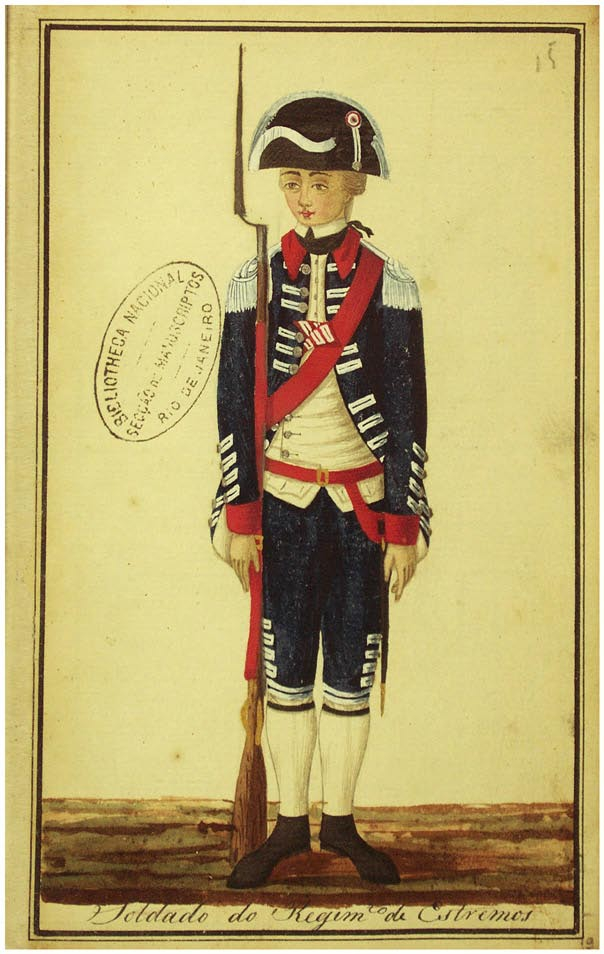
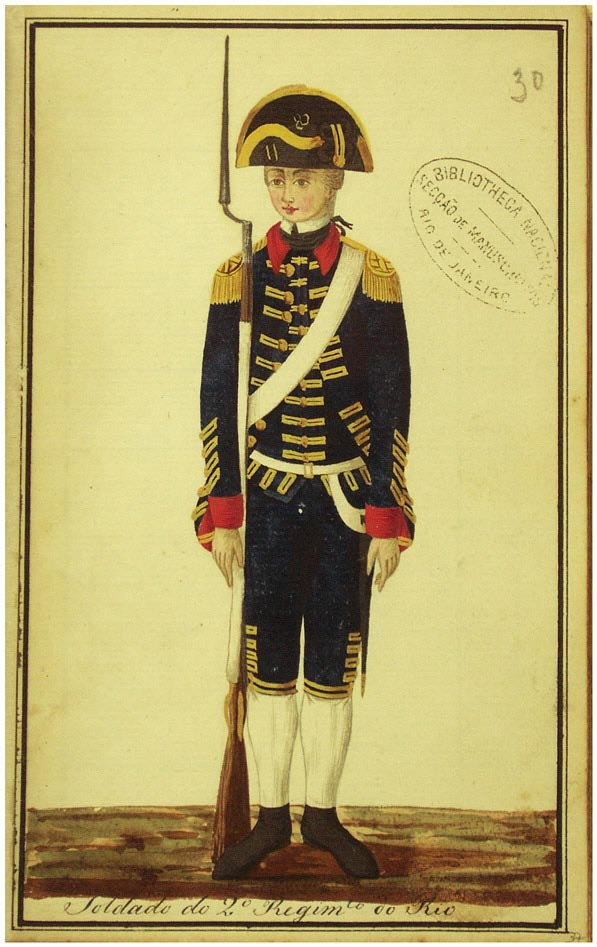

### Guerra peninsular

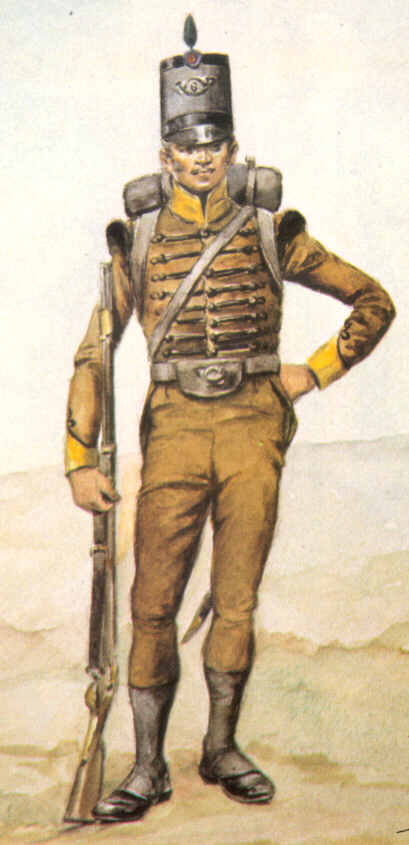
Soldado do 6º Batalhão de Caçadores.

No final do século XVIII, Portugal juntou-se às Guerras Revolucionárias Francesas, quando enviou um exército expedicionário para ajudar Espanha contra os franceses revolucionários na Guerra dos Pirenéus (campanha de Roussillon). No entanto, Espanha fez uma paz separada com França e vontou-se contra Portugal. Em 1801, o Exército Espanhol invadiu Portugal com a ajuda da França, com o Exército Português enfrentando os invasores na Guerra das Laranjas. A recusa de Portugal em antagonizar a Grã-Bretanha, seu antigo aliado, e aderir ao Sistema Continental, levou ao início da Guerra Peninsular, com o Exército Francês a invadir Portugal em 1807. A invasão francesa obrigou a transferência da corte portuguesa para o Brasil e colocou o Exército Português em desordem. Sob ocupação francesa, o Exército foi dissolvido e as suas unidades mais importantes foram integradas na Legião Portuguesa criada por ordem de Napoleão, que por ele lutaria nas campanhas da Alemanha, Áustria e Rússia. Reconstituído e integrado no Exército Anglo-Português, liderado pelo general britânico Arthur Wellesley, o Exército Português teve um bom desempenho no restante da Guerra Peninsular. A primeira grande batalha do Exército Anglo-Português foi a Batalha do Buçaco em 1810, cujo sucesso deu às inexperientes tropas portuguesas confiança nas suas capacidades. A infantaria e a artilharia tiveram um bom desempenho até a batalha final de Toulouse em 1814, quando chegaram notícias da abdicação de Napoleão.
A experiência da campanha de Roussillon destacou algumas lacunas no Exército Português, incluindo a falta de tropas de infantaria ligeira. Isso levou à inclusão de uma companhia de caçadores em cada um dos regimentos de infantaria e à formação da Legião de Tropas Ligeiras de elite em 1796. Esta Legião era uma unidade experimental de todas as armas, que incluía um batalhão de infantaria (ocasionalmente referido como caçadores), três esquadrões de cavalaria (por vezes referidos como hussardos) e uma bateria de artilharia a cavalo.
O Exército Português sofreu uma grande reorganização em 1807, centrando-se sobretudo na divisão militar territorial do país, para efeitos de recrutamento, mobilização e treino, aproveitando os dados obtidos no censo de 1801 sobre o número e distribuição da população portuguesa. O país estava dividido em três grandes divisões militares (Norte, Centro e Sul), sendo estas por sua vez subdivididas em 24 distritos de recrutamento denominados brigadas de Ordenança. Esta divisão geométrica foi estabelecida para que cada brigada de Ordenança abrisse uma população idêntica e fosse responsável pela criação de uma infantaria de linha e dois regimentos de milícias. Cada grande divisão incluía então oito regimentos de infantaria de linha (agrupados em quatro brigadas), quatro regimentos de cavalaria, um regimento de artilharia, oito regimentos de milícia e quatro brigadas de Ordenanças. A Divisão Sul incluiu ainda a Legião de Tropas Ligeiras e um segundo regimento de artilharia. Os regimentos de linha de infantaria, cavalaria e artilharia existentes foram mantidos, mas passaram a ser numerados em vez de serem designados após seus lugares de guarnição ou o nome de seus comandantes como eram anteriormente. Os lisboetas passaram também a ser convocados para as Milícias, tendo sido criados na cidade dois regimentos (os regimentos de Voluntários Reais das Milícias de Pé de Lisboa Oriental e Ocidental). O Exército passou então a ser composto por 24 regimentos de infantaria, 12 de cavalaria, quatro de artilharia e 48 de milícias, a Legião de Tropas Ligeiras, as 24 brigadas de Ordenanças, o corpo militar do Exército (Estado do Exército, Engenheiros, Estado-Maior de Fortaleza, Guarnições fixas de Fortaleza, Guias e Artífices) e do Corpo Civil do Exército (Tesouraria, Hospitais, Tutela Hospitalar, Transportes e Polícia do Exército). Pouco tempo depois, um regimento de cavalaria de milícias (o Regimento de Voluntários Reais de Milícias a Cavalo) foi criado em Lisboa e agregado ao Exército.
A transferência do Governo e Coroa portugueses para o Brasil significou a transferência de alguns dos mais importantes oficiais militares. A maioria dos restantes oficiais mais experientes e melhores unidades do Exército foram ordenados pelas autoridades ocupantes francesas para formar a Legião Portuguesa e enviados para a França para lutar por Napoleão. Estes acontecimentos suspenderam a plena implementação da reorganização de 1807 e deixaram o Exército Português praticamente desmantelado. A resistência militar aos invasores começou a ser arrastada principalmente pela iniciativa das Milícias e Ordenanças locais, que lançaram uma guerrilha na retaguarda das forças francesas, conseguindo cortar as suas linhas de comunicação e isolar muitas das suas unidades. Várias unidades voluntárias e irregulares foram criadas por iniciativa das autoridades militares, administrativas e até eclesiásticas locais, incluindo o Regimento de Voluntários criado pela Direção de Portalegre, a Legião Transtagana criada pelo corregedor de Beja e o Batalhão Académico criado pelo Universidade de Coimbra. Outra importante unidade voluntária, a Leal Legião Lusitana, foi criada na Inglaterra com emigrantes portugueses.
Em 1809, na sequência da Batalha da Corunha, o Exército Português foi reconstituído por iniciativa do Secretário da Guerra Pereira Forjaz e retreinado pelos britânicos sob a direção do Tenente General William Beresford. A maior parte da organização de 1807 foi mantida, mas com a adição dos recém-criados batalhões independentes de caçadores, que se tornariam famosos na Guerra Peninsular. Estes foram formados principalmente pela transformação de unidades voluntárias irregulares anteriores e da Leal Legião Lusitana. Seis destes batalhões foram erigidos em 1808 por ordem do Secretário Pereira Forjaz, tendo sido erguidos mais seis em 1811. A falta de oficiais portugueses experientes foi mitigada pela inclusão de alguns oficiais britânicos nas diversas unidades do Exército, de certa forma que a maioria deles tinha um comandante português e um segundo comandante britânico ou vice-versa. As Milícias foram reforçadas com unidades especiais recém-criadas, incluindo os regimentos de infantaria e cavalaria dos Voluntários do Comércio Real, os 1º e 2º batalhões de artilheiros nacionais de Lisboa, os 1º e 2º batalhões de caçadores nacionais de Lisboa e o Batalhão dos Voluntários Reais do Porto. Também foram levantadas unidades ativas das Ordenanças, incluindo as 16 legiões nacionais para a defesa de Lisboa (cada uma com três batalhões) e várias companhias de artilharia das Ordenanças para a guarnição de fortalezas, sendo estas principalmente empregadas nas Linhas de Torres Vedras.

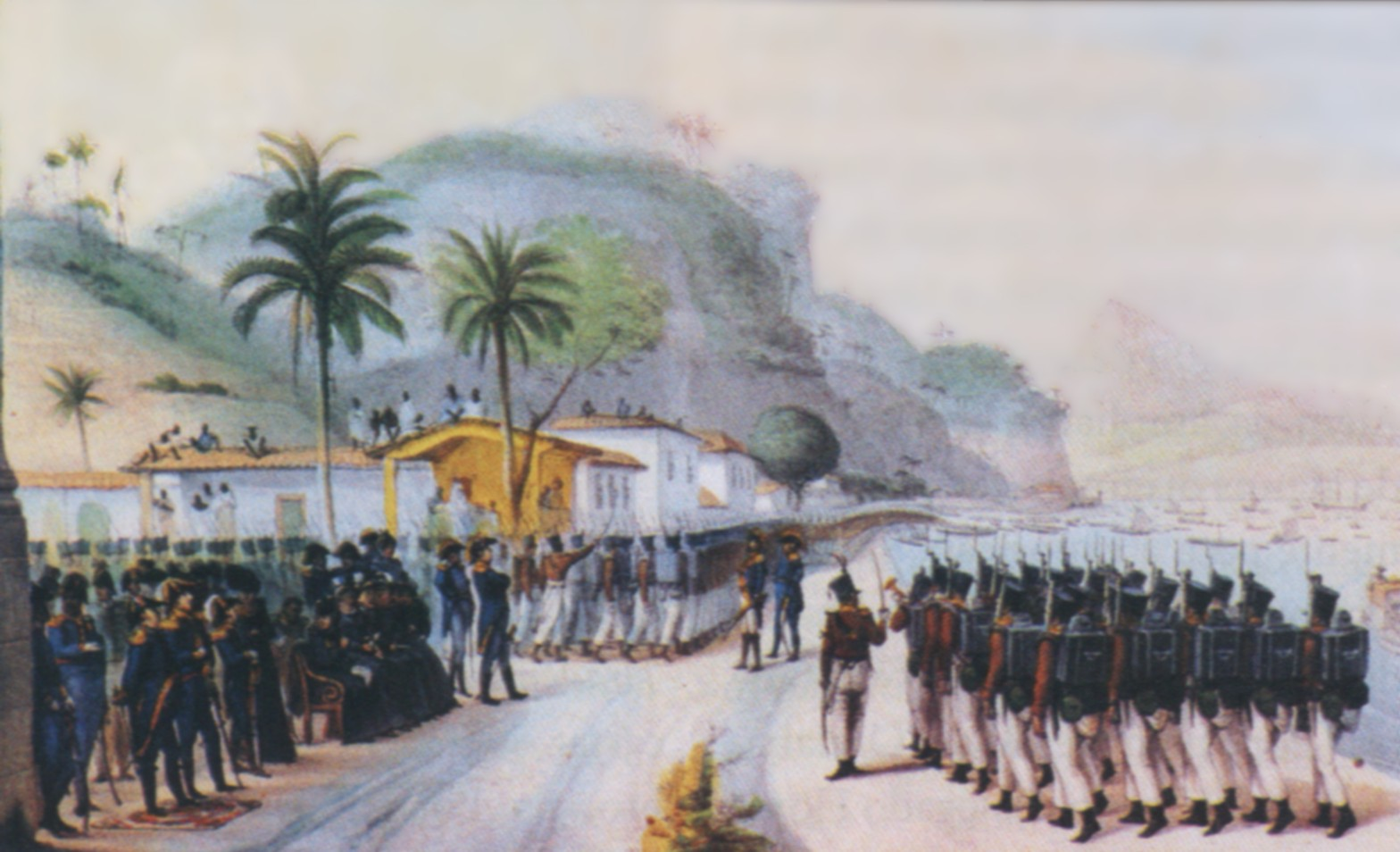
Embarque da Infantaria portuguesa, na Ponta da Areia, Praia Grande, Rio de Janeiro.

### Campanhas na América do Sul
A Corte Real e o Governo Português instalam-se no Brasil a partir de 1808, sendo o Rio de Janeiro a capital de facto do Império Português. Em 1815, o Brasil é elevado à condição de Reino, com toda a Monarquia Portuguesa tornando-se o Reino Unido de Portugal, Brasil e Algarves. Em retaliação à invasão napoleônica de Portugal, as forças portuguesas no Brasil invadiram e conquistaram a Guiana Francesa em 1808. Em 1811, o Exército Português no Brasil invadiu a Banda Oriental (atual Uruguai), para retomar territórios reivindicados pelos portugueses que estavam sob ocupação espanhola. Em 1816, as forças portuguesas voltaram a invadir a Banda Oriental, derrotando as forças de Artigas numa série de batalhas. A Banda Oriental é então anexada à Coroa Portuguesa como Província Cisplatina Brasileira. Após a declaração da Independência do Brasil em setembro de 1822, pelo príncipe herdeiro português Pedro, o Exército Português travou a breve Guerra da Independência do Brasil. Esta guerra assumiu o carácter de uma espécie de guerra civil, com as forças leais ao Governo português a combater o exército separatista cujos dirigentes e oficiais eram também maioritariamente portugueses. Em 1823, a resistência das forças leais portuguesas concentrava-se em algumas cidades litorâneas, especialmente as de Salvador da Bahia e Montevidéu (atual capital do Uruguai), todas sitiadas pelas forças separatistas brasileiras. Apesar de repelir sucessivos ataques das forças superiores brasileiras, mas sem perspetivas de receber reforços, a guarnição portuguesa de Salvador, sob o comando do general Madeira de Melo, evacuou a cidade e embarcou em uma esquadra naval portuguesa, navegando para Portugal em julho de 1823 A guarnição portuguesa de Montevidéu foi a última a resistir no Brasil, só se rendendo às forças brasileiras (ironicamente, comandadas pelo general português Carlos Lecor) em 8 de março de 1824.

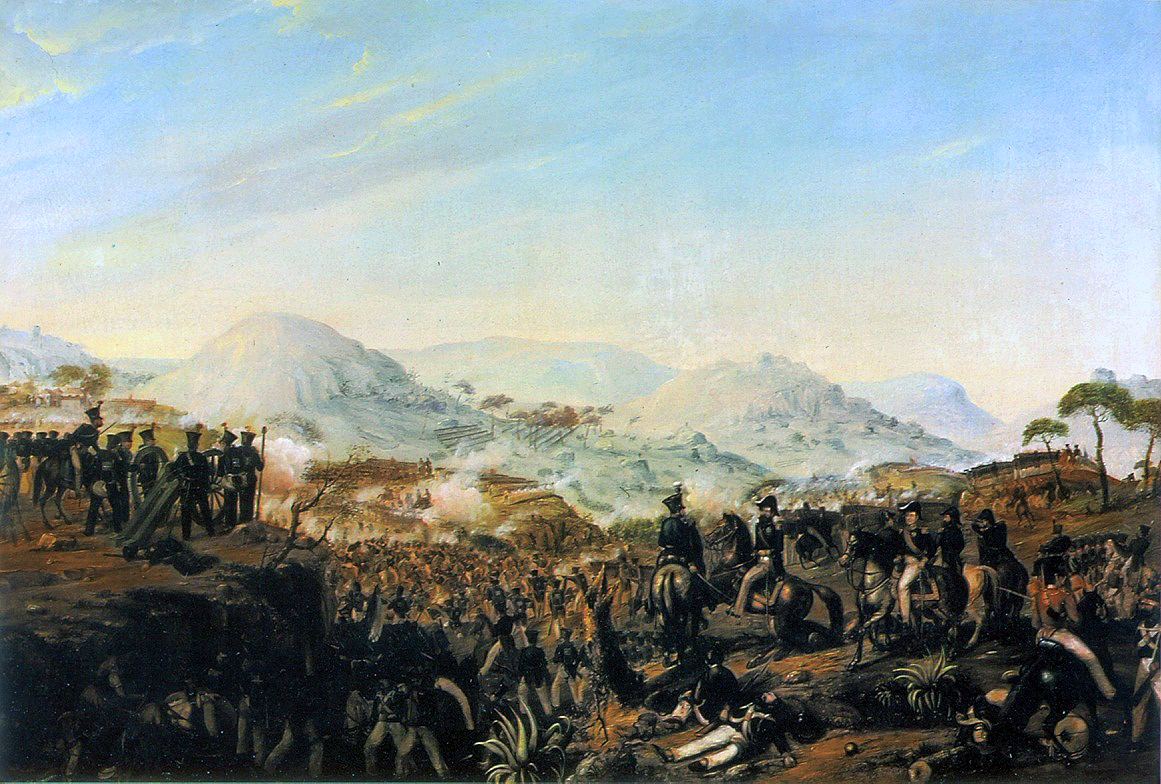
Batalha de Ponte Ferreira, entre miguelistas e liberais.

### Guerras Liberais
De 1828 a 1834, ocorreram as Guerras liberais, um conflito civil que opôs os miguelistas (absolutistas) liderados pelo rei Miguel I aos liberais liderados por seu irmão Pedro (ex-Pedro I do Brasil e ex-Pedro IV de Portugal, defendendo a direitos de sua filha, a Rainha Maria II. O Exército Português dividiu-se pelos dois lados, embora a maioria das suas unidades estivessem alinhadas ao lado de Miguel. As forças miguelitas foram ocasionalmente referidas como o "Exército Realista". Os liberais levantaram o chamado "Exército Libertador", composto principalmente por unidades recém-elevadas, mas também incorporando algumas unidades do Exército regular que passaram para o seu lado. Tanto o exército miguelista quanto o liberal foram referidos como o "Exército Rebelde" por seus respetivos oponentes. A guerra terminou formalmente a 26 de Maio de 1834, com a capitulação de Miguel I na Concessão de Evoramonte. Os partidários miguelenses continuaram, no entanto, uma guerrilha em várias regiões do país até cerca de 1838. O artigo 9.º da Concessão de Evoramonte estabelecia que todos os regimentos e corpos leais a Miguel deveriam dissolver-se pacificamente. Isto significou, na prática, o desmantelamento do “velho” Exército Português, pois a maioria dos seus regimentos centenários foram dissolvidos. O regime Liberal vitorioso levantou então um “novo” Exército Português construído essencialmente a partir do Exército Libertador. As Milícias e Ordenanças também foram expressamente extintas, pondo fim à tradicional organização territorial militar portuguesa originada no século XVI. Essa extinção estava relacionada principalmente a motivos políticos, pois essas organizações eram consideradas tradicionalistas e muito alinhadas com os miguelistas. Para servir como tropas de segunda linha, substituindo parcialmente as organizações anteriores, o regime Liberal levantou a nova Guarda Nacional. A Guarda Nacional, no entanto, não fazia parte do Exército, estando subordinada às autoridades civis administrativas. Apesar do novo regime ter dado inicialmente uma grande importância, a Guarda Nacional acabou por se mostrar ineficiente, indisciplinada e altamente politizada, estando envolvida em várias conspirações e golpes, acabando por perder a confiança das autoridades e ser dissolvida em 1847.
Já em 1835, o novo Exército organizado envia uma divisão expedicionária a Espanha, para apoiar os liberais espanhóis e sua rainha Isabel II, na Guerra Carlista. Durante vários anos, o Exército Português também estaria envolvido em vários conflitos civis internos que eclodiram como resquícios das Guerras Liberais. Estes incluíram a Revolução de Maria da Fonte e a Patuleia.
O Exército Realista (Exército Realista) que combateu do lado miguelita resultou essencialmente da reorganização do Exército Português, a mudança do sistema de designação dos regimentos de linha (as unidades deixaram de ser identificadas por números e passaram a ser novamente designadas pelos nomes de suas guarnições) e a criação de quatro regimentos de caçadores dos quatro batalhões de caçadores que permaneceram leais a Michael. A primeira linha do Exército incluía assim oito de cavalaria, 16 de infantaria, quatro caçadores e três regimentos de artilharia, o Batalhão de Engenheiros e o Corpo de Telégrafos. As Milícias e Ordenanças foram mantidas com a organização anterior, mas se juntaram a um corpo de voluntários recém-criado (o Corpo de Voluntários Realistas), que incluía cerca de 40 batalhões e várias companhias independentes de cavalaria e caçadores.
O exército levantado pelos liberais para combater os miguelitas passou a ser conhecido como o "Exército Libertador". Começou a ser erigida a partir das unidades militares estacionadas nos Açores (primeira porção do território português sob domínio liberal), incluindo o 5º Batalhão de Caçadores de elite, que se tinha destacado para guarnecer aFortaleza de São João Batista, na Ilha Terceira. Em agosto de 1829, estas forças conseguiram vencer a Batalha da Praia da Vitória, uma tentativa da Marinha Miguelita de desembarcar tropas e retomar a ilha Terceira. As forças liberais iniciais nos Açores logo se juntaram a liberais evadidos do exército miguelita, por voluntários liberais exilados e por voluntários e mercenários estrangeiros (principalmente franceses, ingleses, belgas, polacos, irlandeses e escoceses). Quando as forças liberais desembarcaram no Mindelo em Julho de 1832 – iniciando a campanha em Portugal Continental – incluíam mais de 7000 homens, a maioria estrangeiros. Em Julho de 1833, o Exército Libertador incluía o Estado-Maior Imperial, os generais de inspeção das filiais de Cavalaria, Engenheiros e Artilharia, os governos das armas da Província do Douro e das fortalezas do Porto, os estados-maiores das seis brigadas portuguesas, os departamentos civis do Exército (pagamento, saúde, administração militar, auditoria geral, alimentação e transportes), um regimento de cavalaria, sete regimentos de infantaria de linha, quatro batalhões de caçadores, o Estado-Maior de Artilharia, um batalhão de artilharia, a Academia Corpo de Voluntários de Artilharia, Companhia de Condutores de Artilharia, Corpo da Guarda Real da Polícia do Porto, Corpo Real de Engenheiros, Regimento de Voluntários Próprios da Rainha, Voluntários Nacionais (um corpo nacional a cavalo, cinco batalhões móveis nacionais, dois batalhões fixos nacionais , quatro batalhões provisórios e um batalhão de funcionários públicos), o Real Arsenal do Exército, o Comboio do Ouro, os Veteranos do Porto (duas companhias), o Mil General Depot, o Estado-Maior da Divisão Expedicionária ao Algarve, o Estado-Maior da Divisão dos Açores, os quadros das duas brigadas estrangeiras, o Regimento de Lanceiros do Próprio das Rainhas (britânico), o Regimento da Marinha (britânico), o Regimento de Granadeiros da Própria Rainha ( irlandês), o Batalhão de Fuzileiros Escoceses (britânico), o Batalhão de Voluntários Britânicos (britânico) e os regimentos de infantaria leve da 1ª e 2ª Rainha (principalmente franceses e belgas).
A transformação do Exército Libertador no novo Exército Português ocorreu pela organização criada em julho de 1834. Por esta organização, o Exército incluía o Estado-Maior, o Corpo de Estado-Maior, o Corpo de Engenharia (incluindo um Estado-Maior e o Batalhão de Sapadores), a Artilharia Corpo (incluindo um grande estado-maior e dois regimentos), seis regimentos de cavalaria, 12 regimentos de infantaria, quatro regimentos de infantaria ligeira ou caçadores e a Intendência Militar. Os regimentos de infantaria formariam seis brigadas agrupadas em três divisões, os regimentos de infantaria ligeira formariam duas brigadas agrupadas numa divisão ligeira e os regimentos de cavalaria formariam três brigadas. Cada província continuou a ter um governador militar, que comandava as tropas ali estacionadas e que não eram atribuídas a uma divisão de propósito especial. Os regimentos de artilharia, cavalaria, infantaria e infantaria leve seriam numerados. Apesar de vários desses regimentos serem oriundos de unidades do anterior Exército Libertador, eles receberam números idênticos aos outrora utilizados pelos antigos regimentos desfeitos com os quais não tinham parentesco. Além dos corpos e unidades anteriormente referidos, o Exército incluía também os estados-maiores das fortalezas, as secretarias, as academias, o Colégio Militar, os arsenais e comboios, o Corpo de Telégrafos, os depósitos de treino, a Escola Veterinária, os veteranos, os inválidos e as guarnições de fortaleza.

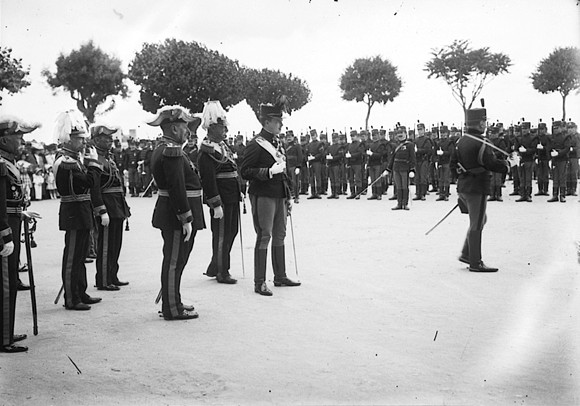
Manuel II de Portugal durante uma visita a uma unidade militar.

### Monarquia Constitucional
Após a estabilização gradual do regime monárquico constitucional após as Guerras Liberais e sem a perceção iminente de ameaças imediatas contra o território português europeu, o Exército concentrar-se-á nos deveres de segurança interna e nas organizações de expedições militares para o estrangeiro.
A primeira grande reorganização do Exército após a sua transformação do anterior Exército Libertador, ocorreu logo a partir de 1837. A cavalaria começou a ser organizada em oito regimentos, dos quais quatro seriam de lanceiros e os outros de caçadores a cavalo (espingardas montadas). A infantaria deixou de ter regimentos e passou a organizar-se em 30 batalhões independentes, dos quais 10 seriam de caçadores (numerados de 6 a 25) e os outros seriam de infantaria de linha (numerados de 1 a 5 e 26 a 30). A artilharia começou a incluir quatro regimentos, um dos quais era de artilharia a cavalo e montado e os outros eram de artilharia de guarnição.
Em 1837, ocorreu também uma profunda reforma do ensino superior militar. A anterior Academia Real de Fortificação, Artilharia e Design foi transformada na nova Escola do Exército, destinada à formação de oficiais do Exército e também à formação de engenheiros civis. A antiga Academia Real da Marinha foi substituída pela nova Escola Politécnica, destinada a servir de estabelecimento preparatório para o acesso à Escola do Exército e também à Escola Naval.
A infantaria voltou a ser organizada em regimentos em 1842. Agora incluía o Regimento de Granadeiros da Rainha, 16 regimentos de infantaria de linha e 18 batalhões de caçadores. O Regimento de Granadeiros da Rainha era um regimento especial responsável por servir como guarda real da Rainha Maria II. Em 1855, contudo, deixaria de ter um estatuto especial e seria transformado num regimento de infantaria de linha regular.
Até 1840 e para enfrentar os problemas internos causados pela instabilidade política que se seguiu às Guerras Liberais, o Exército continuou a ser reforçado com unidades de voluntários, genericamente referidos como os "batalhões nacionais". Estes incluíam unidades de infantaria, caçadores, artilharia e cavalaria, criados em todo o país.
A inexistência de uma Guarda a nível nacional, significava que o Exército seria parcialmente empregado nesse papel, principalmente nas zonas rurais do país. Assim, a maioria das unidades do Exército eram frequentemente solicitadas pelas autoridades administrativas locais para manter a ordem pública e desempenhar outras funções policiais, empregando nestes serviços uma parte importante do seu pessoal.
A estratégia de defesa nacional do final do século XIX centrava-se principalmente na defesa de Lisboa, como o principal centro populacional, económico e político do país e a sua única parte considerada defensável contra uma possível agressão por parte de uma grande potência. Lisboa foi assim transformada num reduto nacional, com um moderno sistema de fortificações construído em torno da cidade, equipado com sistemas avançados de armamento e comunicações. Este sistema fortificado protegeu a cidade contra ataques terrestres e marítimos e ficou conhecido como o Acampamento Entrincheirado de Lisboa.
Após a estabilização gradual do regime monárquico constitucional após as Guerras Liberais e sem a perceção iminente de ameaças imediatas contra o território português europeu, o Exército concentrar-se-á nos deveres de segurança interna e nas organizações de expedições militares ao estrangeiro.
A primeira grande reorganização do Exército após a sua transformação do anterior Exército Libertador, ocorreu logo a partir de 1837. A cavalaria começou a ser organizada em oito regimentos, dos quais quatro seriam de lanceiros e os outros de caçadores a cavalo (espingardas montadas). A infantaria deixou de ter regimentos e passou a organizar-se em 30 batalhões independentes, dos quais 10 seriam de caçadores (numerados de 6 a 25) e os outros seriam de infantaria de linha (numerados de 1 a 5 e 26 a 30). A artilharia começou a incluir quatro regimentos, um dos quais era de artilharia a cavalo e montado e os outros eram de artilharia de guarnição.
As últimas organizações do Exército na Monarquia ocorreram no final do século XIX e início do século XX. Nessa altura, o Exército estava administrativamente organizado em três grandes circunscrições militares (Norte, Centro e Sul), cada uma incluindo duas divisões territoriais militares, mais dois comandos militares (Açores e Madeira). Distribuídas pelas várias divisões territoriais, havia quatro brigadas de cavalaria e 12 brigadas de infantaria, cada uma incluindo dois regimentos. Cada divisão, brigada e comando militar tinha o seu próprio quartel-general. O Campo de Entrada de Lisboa constituía um comando militar separado chefiado por um general, com a sua própria artilharia de guarnição permanente e unidades de engenharia. Em 1901, as unidades do Exército incluíam um regimento de engenharia (com sapadores-mineiros, pontoneiros, telégrafos e companhias ferroviárias), três companhias independentes de engenharia (sapadores de fortaleza, torpedos e telégrafos de fortaleza), seis regimentos de artilharia montados, um grupo de baterias de artilharia de cavalo, um grupo de baterias de artilharia de montanha, seis grupos de artilharia de guarnição, quatro baterias independentes de artilharia de guarnição, 10 regimentos de cavalaria, seis batalhões de caçadores (estes incluindo também tropas de ciclistas e metralhadoras) e 27 regimentos de infantaria. Para além destes, o Exército incluiu também uma série de unidades de apoio de serviço, escolas e outros estabelecimentos. Quando mobilizado para entrar em operações, o Exército constituiu o Exército de Campo. O Exército de Campo incluía um comandante-chefe e o seu quartel-general, quatro divisões ativas do exército, tropas ativas independentes do exército (incluindo duas brigadas de cavalaria), treinamento ativo do exército e guarnições e tropas de reserva. Cada divisão ativa incluía um quartel-general, duas brigadas de infantaria (cada uma com três regimentos de infantaria), um regimento de caçadores, um regimento de cavalaria, três grupos de artilharia de campo, uma companhia de sapadores-mineiros e um comboio divisionário. Se necessário, o corpo militar poderia ser organizado através do agrupamento de divisões e brigadas compostas que incluíssem todas as unidades de armamento e de apoio de serviço.

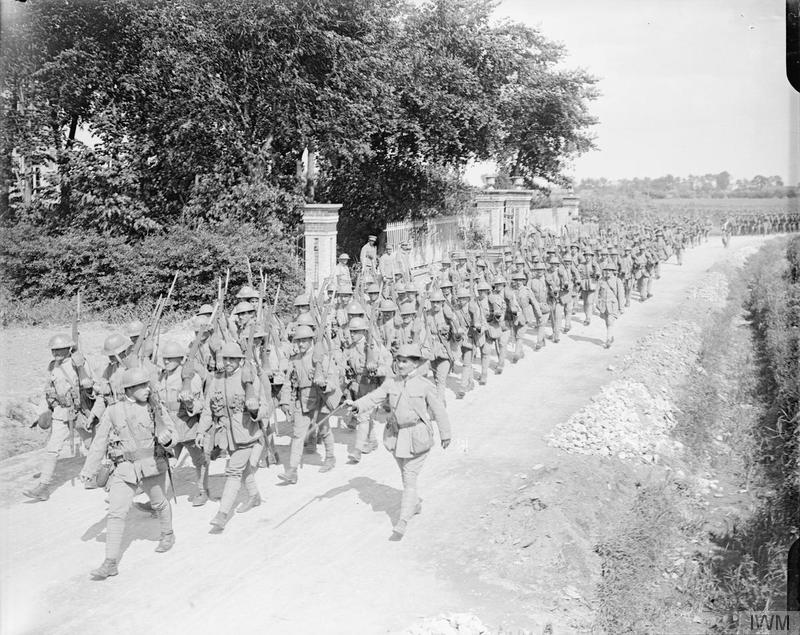
Tropas portuguesas em marcha na Primeira Guerra Mundial.

### Primeira Guerra Mundial
O período anterior à I Guerra Mundial, foram anos de instabilidade política em Portugal. No início de Outubro de 1910, um acontecimento revolucionário republicano ocorreu em Lisboa. Apesar de receberem pouco apoio popular e militar, os revolucionários conseguiram prevalecer, muito graças à atitude passiva do Exército e à sua relutância em suprimir a revolta, tendo a Monarquia constitucional sido derrubada e a república proclamada a 5 de Outubro de 1910. Uma das primeiras medidas do novo regime republicano foi a implementação de uma reforma militar que visava transformar o exército português num exército do tipo milícia, modelado a partir do exército suíço.
Portugal participou na Primeira Guerra Mundial do lado dos Aliados. O Exército português envolver-se-ia no combate contra os alemães na Frente Ocidental Europeia, na África do Sudoeste e nas campanhas da África Oriental. O conflito entre Portugal e a Alemanha começou muito antes da declaração formal de guerra entre os dois países, quando vários confrontos militares entre tropas portuguesas e alemãs ocorreram nas fronteiras do sul de Angola com a África Ocidental alemã e do norte de Moçambique com a África Oriental alemã, em meados de 1914. A entrada formal na guerra só ocorreria quando a Alemanha declarasse guerra a Portugal a 9 de Março de 1916, em resposta à apreensão portuguesa da navegação alemã.
As tropas activas incluíam oito divisões (cada uma com quatro regimentos de infantaria, um grupo de baterias de metralhadoras, um regimento de artilharia montada e um regimento de cavalaria) e uma brigada de cavalaria (com três regimentos de cavalaria), mais tropas de engenharia não divisionária (oito companhias de sapadores-mineiros, oito secções divisionárias de pontes, oito secções de holofotes, dez secções de telegrafistas de campo, um parque de pontes, uma companhia de telégrafos sem fios, uma companhia de balões, um grupo de companhias ferroviárias e uma companhia de telegrafistas de fortaleza, sendo a maioria destas unidades agrupadas administrativamente em dois sapadores-mineiros e um batalhão de pontoneiros), tropas de artilharia (dois regimentos de artilharia de montanha, um grupo de baterias de cavalos, dois grupos de baterias de obuses e três baterias de montanha independentes), tropas de infantaria (três regimentos de infantaria e três companhias de metralhadoras independentes), tropas dos serviços de saúde (oito companhias de saúde, agrupadas administrativamente em três grupos de companhias) e tropas de administração militar (oito companhias de abastecimento e oito companhias de transporte, agrupadas em três grupos de companhias de administração militar).
Para as campanhas africanas, as forças coloniais portuguesas locais foram reforçadas com expedições militares enviadas do Portugal europeu. Estas expedições foram feitas de batalhões de infantaria, esquadrões de cavalaria e baterias de artilharia destacados dos seus regimentos-mãe em Portugal europeu. Habitualmente, cada regimento destacou o seu 3º batalhão. Cerca de 15 000 homens foram destacados para Angola e 17 000 para Moçambique. Para a Frente Ocidental Europeia, cerca de 60 000 homens foram destacados em duas forças expedicionárias: o Corpo de Artilharia Pesada Independente (CAPI) e o maior e mais conhecido Corpo Expedicionário Português (CEP). O CAPI era um regimento de artilharia pesada, criado com pessoal retirado das unidades de artilharia costeira e de guarnição do Campo Entroncado de Lisboa, que operava com armas pesadas de caminho-de-ferro sob o controlo do exército francês. O CEP era uma formação de infantaria que assumiria a responsabilidade por todo um sector autónomo da frente, sob o controlo do Primeiro Exército Britânico. Foi inicialmente criada como uma divisão reforçada, mas foi depois reorganizada como um corpo do exército de duas divisões, incluindo seis brigadas de infantaria, tropas divisionárias, tropas de corpo, uma base de retaguarda e tropas do exército (artilharia pesada e unidades ferroviárias sob o controlo directo do Primeiro Exército). O CEP foi destacado para França no início de 1917 e — embora quase destruído em Abril de 1918, na Batalha dos Lys — continuou a lutar na Frente Ocidental até que o armistício trouxe o fim da Primeira Guerra Mundial.

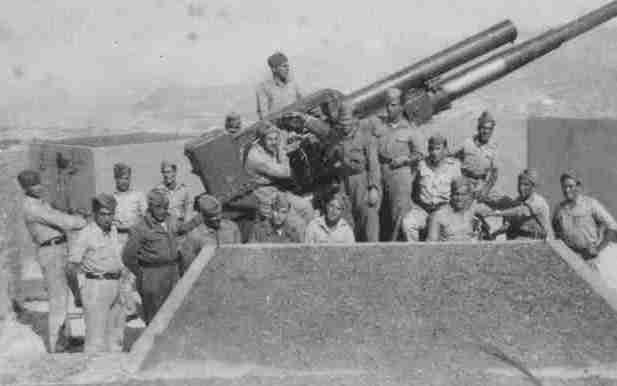
Peças antiaéreas portuguesas em Moçambique durante a Segunda Guerra Mundial.

### Segunda guerra mundial
Durante a Segunda Guerra Mundial, para impedir uma possível invasão das ilhas e territórios ultramarinos portugueses, o Exército teve de enviar várias expedições militares para reforçar as forças de defesa locais. Como parte das medidas de defesa do Ultramar, as forças militares coloniais foram transitoriamente colocadas sob o controlo do Exército, embora continuando a estar separadas do mesmo. O maior contingente de forças expedicionárias foi para os Açores, com a sua guarnição do Exército a atingir os 35 000 homens. A defesa dos Açores foi crucial uma vez que estas ilhas foram planeadas para servir de ponto de retirada e base do Governo Português no caso de uma ocupação inimiga de Portugal Continental. Além disso, as autoridades portuguesas receberam informações sobre a existência de ambos os Eixos e planos Aliados para ocupar as ilhas (incluindo as planeadas operações britânicas Alloy, Shrapnell, Brisk, Thruster, Springboard e Lifebelt, a operação americana War Plan Gray e as operações alemãs Felix, Ilona e Isabella), para as utilizar para controlar o Atlântico Norte. A defesa de Portugal Continental foi também reforçada, especialmente da área de Lisboa. As medidas para a defesa de Lisboa incluíram o levantamento de um sistema complexo de defesa costeira e antiaérea e o levantamento de um corpo militar de três divisões para a defesa terrestre.

Divisão da Europa durante a Guerra Fria, onde a azul estão os países da NATO e a vermelho os países do Pacto de Varsóvia.

### Início da Guerra Fria
Em 1949, Portugal foi um dos membros fundadores da NATO. No auge da Guerra Fria, o exército português concentrou-se na preparação de uma guerra convencional ou mesmo nuclear na Europa, durante a década de 1950. Como parte desta preparação, o Exército Português alinhou-se cada vez mais com a doutrina, organização, treino e modelo de equipamento do Exército dos Estados Unidos. Em 1950, as Forças Armadas portuguesas foram criadas como uma organização integrada, com as responsabilidades operacionais de comando do Exército e da Marinha a serem cada vez mais transferidas para organismos de comando unificados. As Forças Militares Coloniais são finalmente fundidas com o Exército Metropolitano, existindo desde então um único Exército comum, tanto no Metropolis (Portugal Europeu) como nos territórios ultramarinos. Em 1952, o braço Aeronáutico Militar está completamente separado do Exército — ao mesmo tempo que absorve a Aviação Naval Portuguesa — e torna-se a Força Aérea Portuguesa autónoma. Contudo, ao mesmo tempo, o Exército ctivou um pequeno serviço de aviação ligeira para observação da artilharia e manteve-o até 1955, quando foi desmantelado e as suas aeronaves transferidas para a Força Aérea.
No início da década de 1950, o Governo português comprometeu-se com a NATO com um plano ambicioso de levantar 10 divisões, destinadas a assegurar uma defesa da Península Ibérica (três para a defesa dos Pirenéus e duas para a defesa de Portugal). A implantação destas divisões tendia a seguir a doutrina de defesa portuguesa da época, que considerava a maior parte da Europa Continental Ocidental indefensável no caso de uma invasão maciça por parte das forças do Pacto de Varsóvia, concentrando-se assim na transformação da Península Ibérica num reduto, considerado defensável na linha dos Pirenéus. Em 1953, a primeira divisão do corpo expedicionário (a Divisão "Nun'Álvares") foi criada e mantida como permanentemente ativa. Esta divisão adota quase totalmente uma organização e equipamento americanos, incluindo cerca de 20 000 homens, com três regimentos de infantaria (cada um reforçado com um esquadrão de carros de combate), um batalhão de carros de combate divisionário, três batalhões de artilharia e unidades antiaéreas, de engenharia e logísticas. Para servir de base de treino para esta divisão, é construído o grande Campo Militar de Santa Margarida. A partir de então, o Exército reorientaria o seu foco principal para a guerra no Ultramar, ficando a Divisão em segundo plano, embora só tenha sido oficialmente dissolvida em 1976.

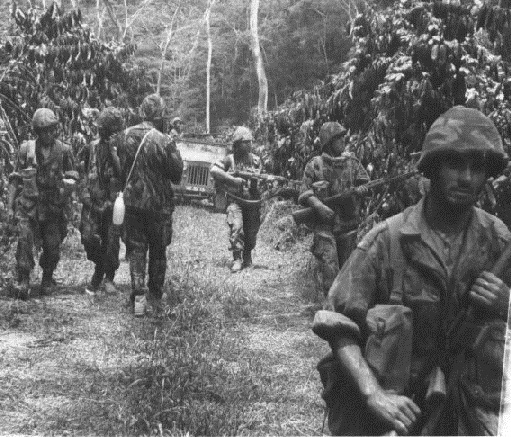
Militares portugueses durante a Guerra Colonial Portuguesa em Angola.

### Guerra colonial
Em Dezembro de 1961, as pequenas guarnições do exército português na Índia portuguesa tiveram de enfrentar uma invasão das forças terrestres, aéreas e navais indianas esmagadoramente mais fortes. Após breves resistências, cada uma das guarnições portuguesas isoladas de Goa, de Damão, de Diu e da ilha de Angidiva desmoronou-se e rendeu-se. Em África, o exército português estaria profundamente envolvido em campanhas militares de contrainsurreição contra as forças separatistas, que se tornaram coletivamente conhecidas como a "Guerra Colonial Portuguesal" ou a "Guerra do ultramar". Estas campanhas são travadas em três teatros de operações diferentes, separados por milhares de quilómetros uns dos outros e do Portugal europeu: Angola (1961-1974), Guiné Portuguesa (1963-1974) e Moçambique (1964-1974). Apesar de não terem quase nenhum apoio externo e de enfrentarem inimigos fortemente apoiados pelo Pacto de Varsóvia e mesmo por alguns países da Europa Ocidental, e apesar de terem de lutar em três teatros distantes ao mesmo tempo, as pequenas Forças Armadas portuguesas conseguiram resistir em campanha durante 13 anos. As campanhas de contrainsurgência em África tiveram vários graus de sucesso, com uma quase vitória das Forças Armadas portuguesas em Angola, um impasse em Moçambique e uma situação de guerra quase convencional desvantajosa na Guiné portuguesa. Esta guerra terminou após o golpe militar da Revolução dos cravos de 25 de Abril de 1974 em Lisboa e a subsequente independência das províncias ultramarinas africanas portuguesas.
Na década de 1950, assistiu-se a uma profunda reorganização das forças militares em Portugal. As Forças Armadas foram estabelecidas como uma organização integrada em 1950, abrangendo o já existente Exército e Marinha (ao qual a recém criada Força Aérea foi acrescentada em 1952), sob o comando geral do Ministro da Defesa Nacional e do Chefe do Estado-Maior General das Forças Armadas. As forças terrestres no Ultramar foram finalmente fundidas com o Exército Metropolitano, com um único Exército Português existente a partir de então. A criação das Forças Armadas integradas levou à criação dos papéis permanentes de comandante-chefe para servir como comandantes operacionais unificados de todas as forças terrestres, aéreas e navais estacionadas em cada uma das províncias do Ultramar. 
As próprias tropas ativas foram organizadas em formações e unidades levantadas pelas unidades normais da guarnição. Para além das unidades ativas locais elevadas, muitas destas foram levantadas pelos regimentos portugueses europeus e enviadas para o Ultramar, sendo referidas como "unidades de reforço". As unidades ativas eram unidades temporárias — principalmente formadas com recrutas enquadrados por um pequeno quadro de oficiais de carreira e SCN — que só existiam durante o período de serviço ou serviço militar ativo dos seus elementos (geralmente dois anos). Quando o seu período de existência estava próximo do fim, estas unidades foram substituídas no terreno por unidades semelhantes recentemente criadas, regressando depois ao quartel do seu regimento-mãe, onde foram formalmente dissolvidos, sendo os seus recrutas licenciados e os seus elementos de carreira transferidos para outras unidades. A maioria das unidades ativas empregadas na Guerra Ultramarina eram unidades de infantaria ligeira, concebidas para o papel de contrainsurgência, designadas como caçadores (unidades semelhantes criadas por regimentos de cavalaria e artilharia tinham a designação dos seus respetivos ramos, embora treinados, equipados e organizados como caçadores). Estas eram organizadas em empresas de caçadores que podiam ser independentes ou agrupadas em batalhões de caçadores. Para além das unidades de caçadores, o Exército Português também criou e colocou em campo quartéis-generais (agrupamentos) a nível de regimento e várias unidades especializadas (incluindo unidades de artilharia de campo, artilharia antiaérea, reconhecimento blindado, polícia militar, engenharia, sinais, morteiros, armas sem recuo e serviços de apoio de combate). O Exército também levantou forças especiais e esteve envolvido na organização de uma série de forças irregulares. As forças especiais do Exército nas fases iniciais da Guerra foram as companhias especiais de Caçadores, levantadas pelos batalhões 5 (Lisboa) e 10 (Chaves) Caçadores, com pessoal especialmente selecionado que depois recebeu a sua formação no Centro de Formação de Operações Especiais. O lobby do Exército contra as forças especiais prevaleceu no entanto, com estas unidades a deixarem de ser criadas em 1962, com a intenção de todas as unidades normais de caçadores receberem a mesma formação que os caçadores especiais desmantelados. Contudo, isto revelou-se inviável e a falta de forças especiais fez-se rapidamente sentir, com algumas unidades a mitigar esta questão através da criação de subunidades informais de forças especiais com pessoal selecionado, sendo algumas delas referidas como "comandos". Os Comandos seriam em breve formalizados em Angola e depois nos outros teatros. 
A maioria das unidades de caçadores foram colocadas em grelha (quadrícula), sendo dispersas pelos teatros, sendo cada unidade responsável pelas atividades de contrainsurgência numa determinada área de responsabilidade. Normalmente, um batalhão de caçadores era responsável por um sector, tendo as suas empresas dispersas pelo sector, sendo cada uma responsável pelo seu próprio subsector. Por vezes, vários sectores do batalhão eram agrupados numa área de responsabilidade maior do grupo de combate. As unidades da grelha eram frequentemente reforçadas com artilharia, reconhecimento blindado e outros tipos de unidades. Para além das unidades de grelha, havia também as forças de intervenção que eram mantidas em reserva pelos comandos para intervir em qualquer parte dos teatros, geralmente em operações ofensivas ou no reforço temporário de unidades de grelha sob ataque pesado. A maioria das forças de intervenção eram unidades de forças especiais, mas algumas unidades de caçadores selecionados também serviam nesta função. Em 1974, como unidades ativas no terreno, o Exército tinha seis companhias de Comando, oito quartéis-generais de grupos de combate, 35 quartéis-generais de batalhões de caçadores e 180 companhias de caçadores no teatro angolano, um batalhão de Comando, quatro quartéis-generais de grupos de combate, 18 quartéis-generais de batalhões de caçadores e 80 companhias de caçadores no teatro guineense e um batalhão de Comando, quatro sedes de grupos de combate, 28 sedes de batalhões de caçadores e 120 companhias de caçadores no teatro moçambicano, para além de várias unidades ativas de artilharia, armadura, engenharia e outros ramos, unidades de unidades normais de guarnição e de outros corpos.

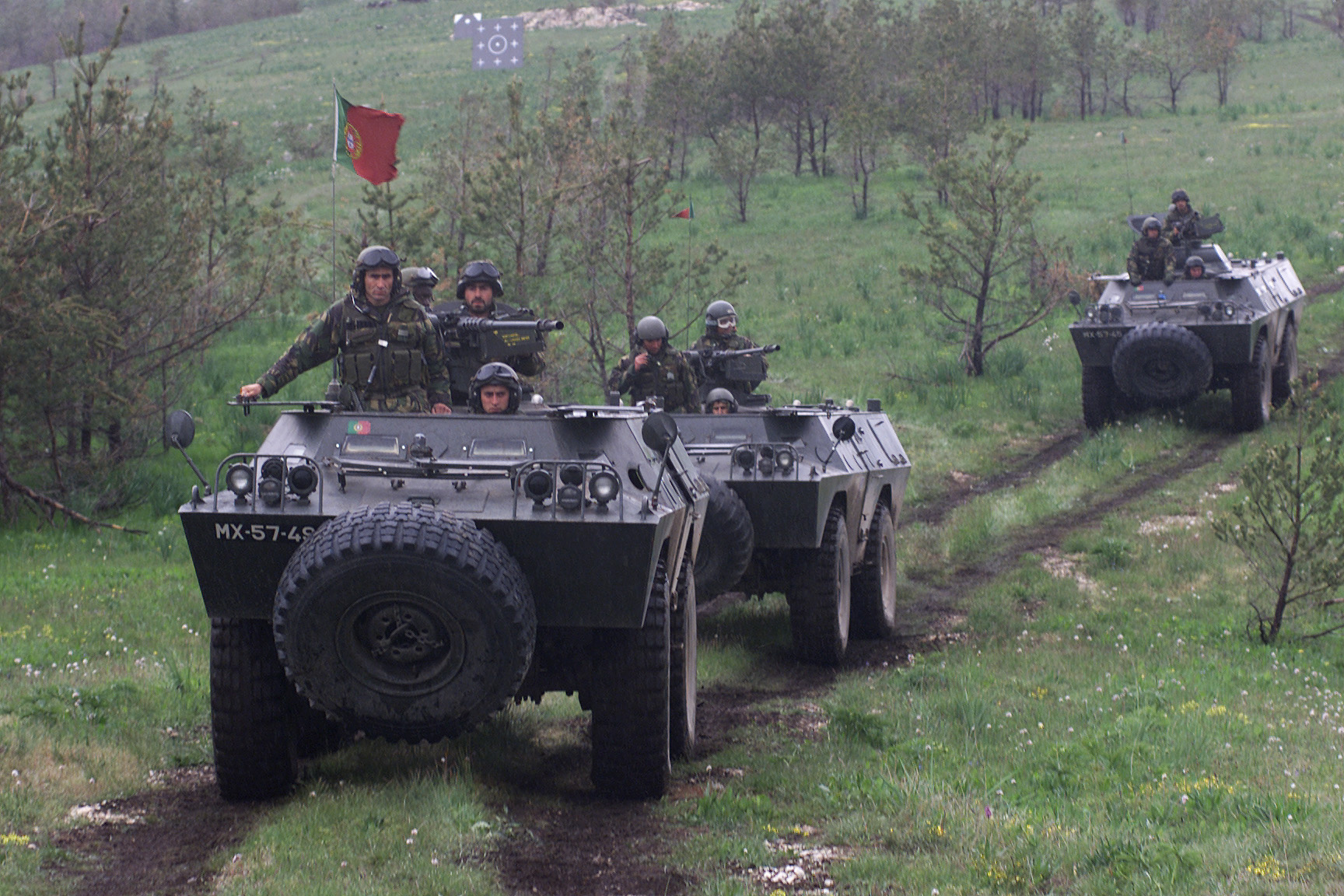
Coluna militar portuguesa numa missão na Bosnia.

### Após a guerra fria
O fim da Guerra Fria e a consequente redução da ameaça de uma guerra convencional na Europa trouxe a reorientação do exército português. A partir do início dos anos 90, o Exército iniciou um processo de profunda transformação, evoluindo de um exército principalmente recruta organizado como estrutura de esqueleto orientado para apoiar a elevação de unidades operacionais através da mobilização para um exército profissional muito mais pequeno organizado com unidades operacionais permanentes. Esta mudança implicou uma racionalização das forças que incluiu a redução profunda do pessoal, a dissolução de vários regimentos e corpos (incluindo o Regimento de Comando) e a transferência das Tropas de Paraquedistas da Força Aérea para o Exército.
O envolvimento de Portugal numa série de operações de paz multinacionais e mesmo nacionais em países estrangeiros levou o Exército a tornar-se novamente uma força orientada principalmente para a expedição. Desde o final do século XX, o Exército português participou com forças nacionais destacadas em numerosas operações estrangeiras, incluindo em Angola, Moçambique, Bósnia e Herzegovina, Kosovo, Timor Leste, Iraque, Afeganistão e Líbano.
Como parte da transformação do Exército, foi reorganizada em 1993. A divisão do território em regiões e zonas militares foi mantida, com a redução do número de regiões, mas com o aumento do Comando de Tropas Aéreas (utilizando a estrutura do anterior Comando de Paraquedistas da Força Aérea) e do Campo Militar de Santa Margarida como dois comandos territoriais especiais. Os regimentos do Exército voltaram a ser concebidos por números e já não pelo local onde se encontravam sediados. Os números atribuídos não eram consecutivos, como em organizações anteriores, mas eram os números históricos anteriormente utilizados por cada unidade ou pelo seu antecessor no mesmo local da guarnição. Os antigos planos dos anos 50 para equipar o Exército com meios de aviação ligeira foram retomados, com a criação de uma Unidade de Aviação Ligeira que se destinava a operar helicópteros. Contudo, a receção dos helicópteros planeados foi sucessivamente adiada até ser finalmente cancelada e a unidade desmantelada. As regiões e zonas militares continuaram a ser responsáveis pela manutenção das brigadas de defesa territorial e dos grupos de combate, na sua maioria mantidos apenas em força de quadros em tempo de paz. Na nova organização implementada em 2006, as regiões militares, o Comando de Tropas Aéreas e o comando do Campo Militar de Santa Margarida seriam finalmente desmantelados. Isto implicava a dissolução total das brigadas de defesa territorial. As zonas militares dos Açores e da Madeira foram contudo mantidas, sendo responsáveis pelo comando da guarnição e das forças de defesa territorial estacionadas nas suas respetivas ilhas. As três brigadas operacionais — respetivamente rebatizada Brigada de Reação Rápida (BriRR), Brigada Mecanizada (BriMec) e Brigada de Intervenção (BrigInt) — assumiram também o papel administrativo dos seus antigos comandantes, começando a controlar os regimentos responsáveis pela manutenção das suas unidades operacionais (sendo a exceção o BriMec, cujas unidades operacionais não eram mantidas pelos regimentos, estando administrativamente diretamente sob o quartel-general da brigada). Como parte desta nova organização, as unidades de Comando re-raizadas e as Tropas de Operações Especiais foram integradas no BriRR, juntando-se às tropas de paraquedismo. A BrigInt evoluiu para uma brigada mecanizada ligeira, com as suas unidades equipadas com veículos blindados com rodas. Nos anos 2010, as Forças Armadas de Portugal criaram a Força de Reação Imediata (FRI, Força de Reação Imediata), com a missão principal de conduzir operações de evacuação de cidadãos portugueses de geografias estrangeiras sob crise ou tensão, participar em operações humanitárias em defesa dos interesses nacionais e assegurar as responsabilidades das Forças Armadas em caso de catástrofes graves no Território Nacional. O FRI inclui no terreno, as operações especiais, as componentes naval e aérea, com o Exército a assegurar a primeira componente e a participar na segunda. O núcleo inicial da componente terrestre — com uma prontidão operacional de 48 horas. A maior parte deste núcleo é assegurada por um dos batalhões paraquedistas da Brigada de Reação Rápida, que também mantém uma segunda companhia de manobras pronta a servir de reforço. O Exército também fornece um destacamento de operações especiais para o núcleo inicial da componente de operações especiais. Em Abril de 2012, o FRI foi ativado pela primeira vez numa situação real, quando um golpe militar ocorreu na Guiné-Bissau permitiu que o FRI fosse destacado e pré posicionado em Cabo Verde, pronto a intervir no país anteriormente mencionado, se necessário.

## Organização
O Exército Português enfrentou uma fase de profunda reorganização definida pela nova Lei Orgânica do Exército Português (Decreto-Lei n.º 61/2006 de 21 de Março), que substituiu a lei homóloga de 1993.
O objetivo principal da nova orgânica foi o de fazer passar o Exército Português de uma organização territorial baseada no serviço militar obrigatório para uma organização operacional baseada em militares profissionais. Na sequência dessa intenção foram imediatamente extintas as regiões militares do Norte, Sul e Lisboa (Governo Militar de Lisboa). Outras alterações foram realizadas progressivamente até o Exército passar completamente da estrutura definida pela Lei Orgânica de 1993 para a definida pela Lei Orgânica atual.
Na prática o Exército continuará a basear-se numa organização territorial "disfarçada" já que são mantidas as unidades territoriais (mas agora chamadas unidades de estrutura base) e as Grandes Unidades assumem as funções semelhantes às dos comandos territoriais e de natureza territorial extintos. Com a nova organização a operacionalidade do Exército até poderá vir a ser diminuída. Um exemplo disto é a transformação da atual Brigada Aerotransportada Independente, que era uma grande unidade operacional integrando armas combinadas, apoio de combate e apoio de serviços, na nova Brigada de Reação Rápida que passa a ser uma espécie de agrupamento administrativo de tropas especiais (Paraquedistas, Comandos e Operações Especiais).
Algumas das alterações mais significativas na nova estrutura do Exército serão:
1. Alteração da estrutura do comando superior do Exército;
2. Fim teórico da organização territorial do Exército e organização das suas forças na forma de Força Operacional Permanente do Exército;
3. Extinção dos comandos territoriais e de natureza territorial. Deste modo, além das regiões militares será extinto o Comando de Tropas Aerotransportadas e o Campo Militar de Santa Margarida deixará de ser comando territorial. As Zonas Militares dos Açores e da Madeira mantêm-se, mas deixarão de ser consideradas comando territorial;
4. As unidades territoriais passarão a ser consideradas unidades da Estrutura Base do Exército, ficando na sua maioria dependentes das grandes unidades;
5. As grandes unidades terão a sua organização e denominação alterada. Desse modo a Brigada Mecanizada Independente passará a Brigada Mecanizada, a Brigada Ligeira de Intervenção passará a Brigada de Intervenção e a Brigada Aerotransportada Independente passará a Brigada de Reação Rápida.

### Estrutura de Comando do Exército[7]
O Exército Português, comandado pelo Chefe do Estado-Maior do Exército, tem uma estrutura de comando superior constituída por:
1. Comando do Exército, incluindo:
  - Chefe do Estado-Maior do Exército (CEME)
  - Gabinete do CEME (GABCEME)
  - Vice-Chefe do Estado-Maior do Exército (VCEME)
  - Conselho Superior do Exército (CSE)
  - Conselho Superior de Disciplina do Exército (CSDE)
  - Junta Médica de Revisão do Exército (JMRE)
  - Inspeção-Geral do Exército (IGE)
  - Estado-Maior do Exército
2. Órgãos Centrais de Administração e Direção:
  - Comando da Logística (com a sede em Lisboa)
  - Comando do Pessoal (com a sede no Porto)
  - Comando das Forças Terrestres (CFT) (com a sede na Amadora)
  - Direção de Finanças (com sede em Lisboa)
3. Estabelecimentos de Ensino Superior
  - Academia Militar (AM)

### Força Operacional Permanente do Exército
Do Comando das Forças Terrestres (CFT) depende a Força Operacional Permanente do Exército constituída pelas seguintes grandes unidades operacionais e pelas Forças de Apoio Geral:
- Brigada Mecanizada (BrigMec), com sede no Campo Militar de Santa Margarida
- Brigada de Reação Rápida (BrigRR), com sede no Polígono Militar de Tancos
- Brigada de Intervenção (BrigInt), com sede em Coimbra
- Zona Militar dos Açores, com sede em Ponta Delgada
- Zona Militar da Madeira, com sede no Funchal
- Forças de Apoio Geral

Obs.: Apesar de dependerem administrativamente do Comando Operacional do Exército, as Zonas Militares dependem operacionalmente dos Comandos Operacionais (conjuntos) dos Açores e da Madeira.

### Estrutura Base do Exército

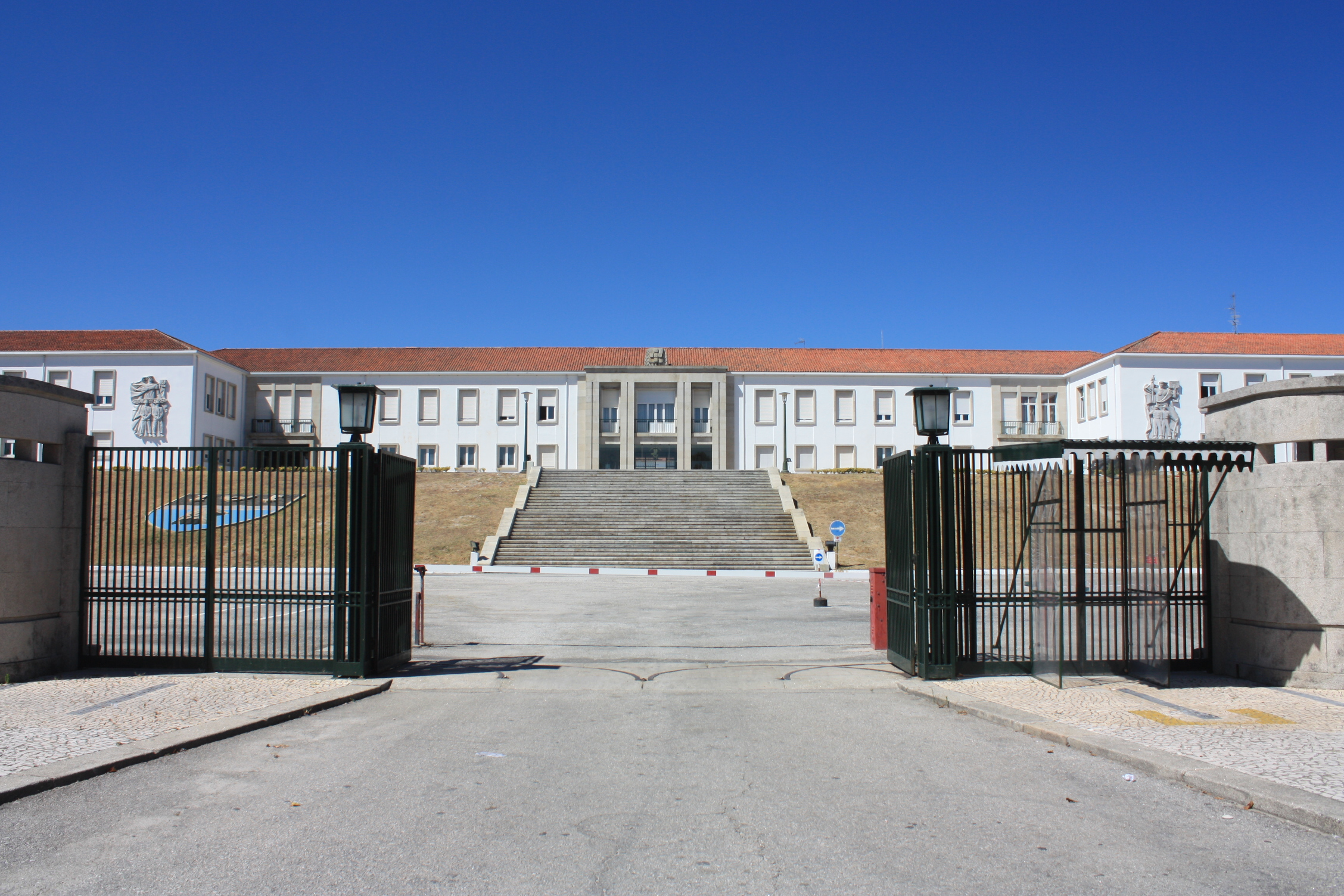
Regimento de Infantaria N.º 19 em Chaves.

#### Comando dasForças Terrestres (CFT)[8]
Na dependência da Brigada Mecanizada:
(pela nova orgânica, não dispõe de Unidades da Estrutura Base)
Na dependência da Brigada de Intervenção:
- Regimento de Artilharia N.º 5, em Vendas Novas
- Regimento de Artilharia Antiaérea N.º 1 em Queluz
- Regimento de Cavalaria N.º 6, em Braga
- Regimento de Engenharia N.º 3, em Espinho
- Regimento de Infantaria N.º 13, em Vila Real
- Regimento de Infantaria N.º 14, em Viseu
- Regimento de Infantaria N.º 19, em Chaves
- Regimento de Transmissões, no Porto

Na dependência da Brigada de Reação Rápida:

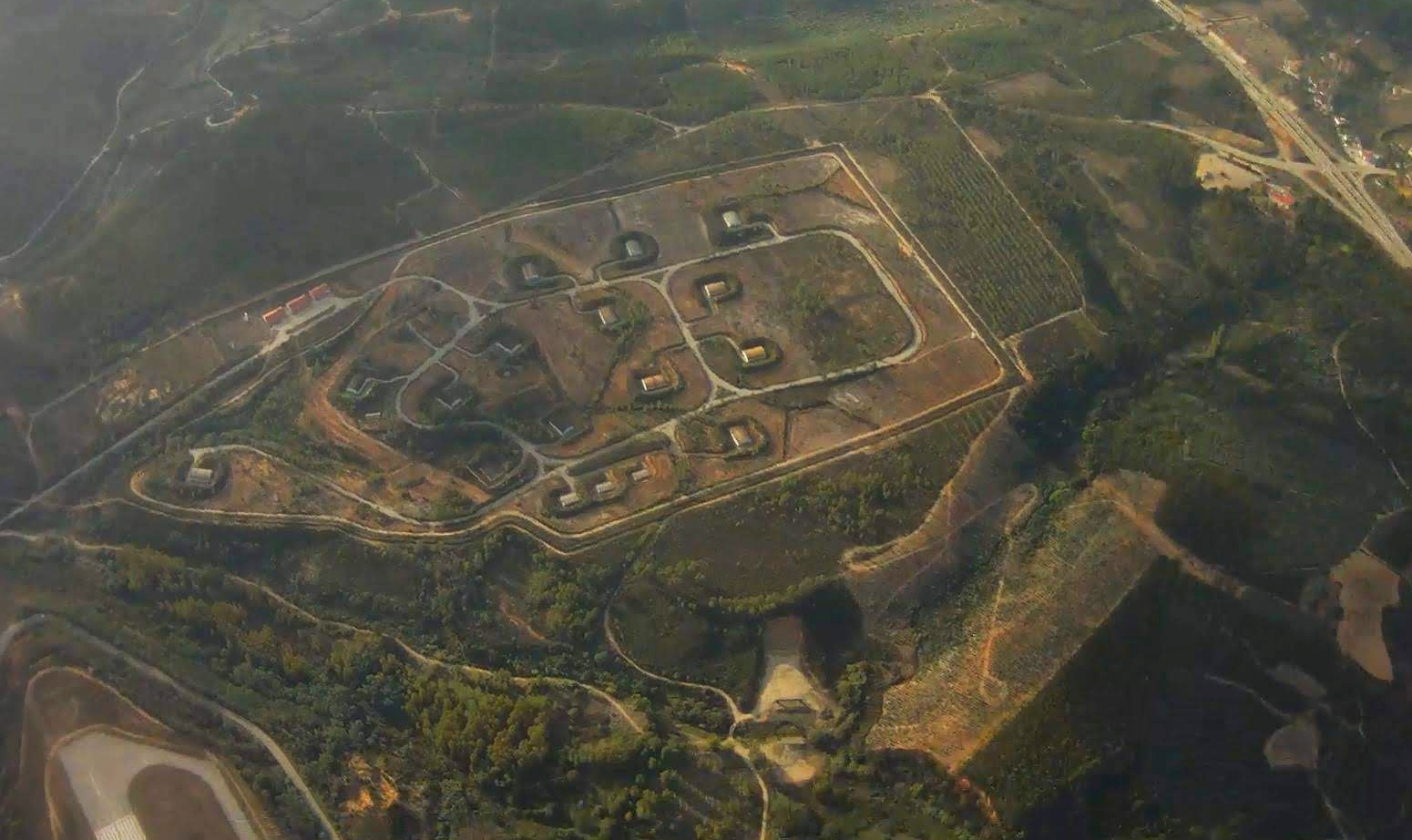
Paióis Nacionais de Tancos em Tancos.

- Centro de Tropas Comandos na Serra da Carregueira (Queluz)
- Centro de Tropas de Operações Especiais, em Lamego
- Regimento de Paraquedistas, no Polígono Militar de Tancos
- Regimento de Artilharia N.º 4, em Leiria
- Regimento de Cavalaria N.º 3, em Estremoz
- Regimento de Infantaria N.º 1, em Beja
  - Regimento de Infantaria N.º 1, em Tavira (destacamento)
- Regimento de Infantaria N.º 10, em Aveiro
- Regimento de Infantaria N.º 15, em Tomar

Obs.: Em 2015 o Regimento de Infantaria Nº3, em Beja, foi extinto, passando a suas instalações a serem utilizadas pelo Regimento de Infantaria Nº1, ficando assim o Regimento de Infantaria Nº1 com um quartel em Beja e um destacamento em Tavira.
Na dependência da Zona Militar dos Açores:
- Regimento de Guarnição N.º 1, em Angra do Heroísmo
- Regimento de Guarnição N.º 2, em Ponta Delgada

Na dependência da Zona Militar da Madeira:
- Regimento de Guarnição N.º 3, no Funchal

Outras Unidades na dependência do Comando das Forças Terrestres:
- Centro de Informações e Segurança Militar, na Amadora
- Regimento de Apoio Militar de Emergência, em Abrantes
- Regimento de Engenharia N.º 1, no Polígono Militar de Tancos
- Regimento de Lanceiros N.º 2, na Amadora

#### Comando da Logística (CmdLog)[9]
Na dependência da Direção de Material e Transportes:
- Regimento de Manutenção, no Entroncamento
- Regimento de Transportes, em Lisboa
- Unidade de Apoio Geral de Material do Exército, em Benavente

Outras unidades dependestes do Comando da Logística:
- Centro de Informação Geoespacial do Exército, em Lisboa
- Direção de Aquisições, em Lisboa
- Direção de Infraestruturas, em Lisboa
- Laboratório Militar de Produtos Químicos e Farmacêuticos, em Lisboa

#### Comando do Pessoal (CmdPess)[10]
Na dependência da Direção de Formação:
- Escola das Armas, em Mafra
- Escola de Sargentos do Exército, nas Caldas da Rainha
- Escola Prática dos Serviços, na Póvoa de Varzim

Obs.: Pela nova organização do Exército as antigas Escolas Práticas , foram integradas na Escola das Armas, em Mafra.
Na dependência da Direção de Administração de Recursos Humanos:
- Centro de Recrutamento de Lisboa
- Centro de Recrutamento de Vila Nova de Gaia
- Gabinete de Classificação da Amadora
- Gabinete de Classificação de Vila Nova de Gaia

Na dependência da Direção de Serviços de Pessoal:
- Estabelecimento Prisional Militar, em Tomar
- Banda do Exército
- Fanfarra do Exército

Na dependência da Direção de Saúde:
- Centro de Saúde Militar de Coimbra
- Centro de Saúde Militar Tancos/Santa Margarida
- Unidade Militar Laboratorial de Defesa Biológica e Química
- Unidade Militar de Medicina Veterinária, em Lisboa

Outras unidades dependestes do Comando do Pessoal:
- Centro de Psicologia Aplicada do Exército, em Queluz
- Escola de Serviço de Saúde Militar, em Lisboa
- Unidade de Apoio do Comando do Pessoal, em Vila Nova de Gaia

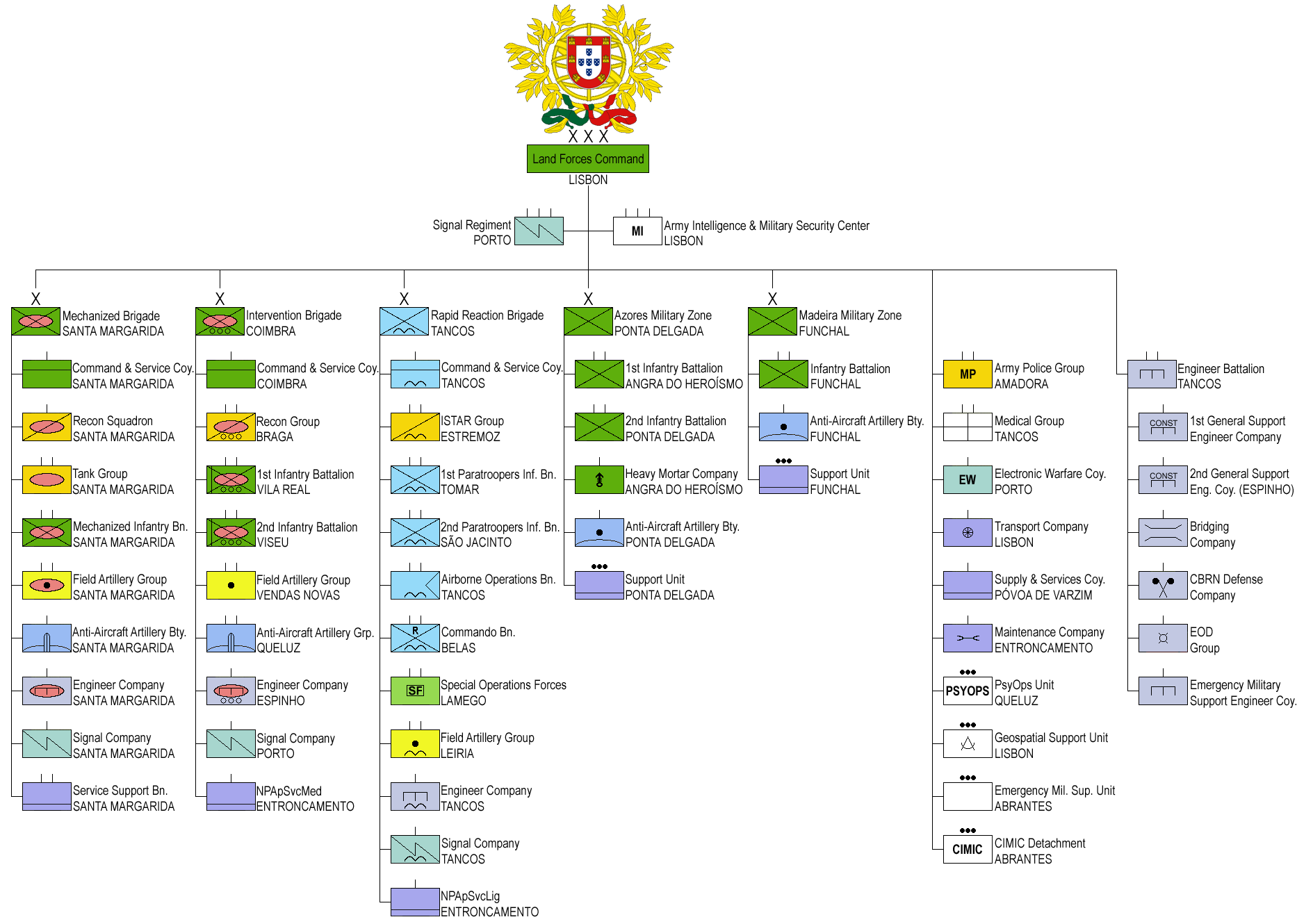
Organização da Força Operacional Permanente do Exército Português em 2021.

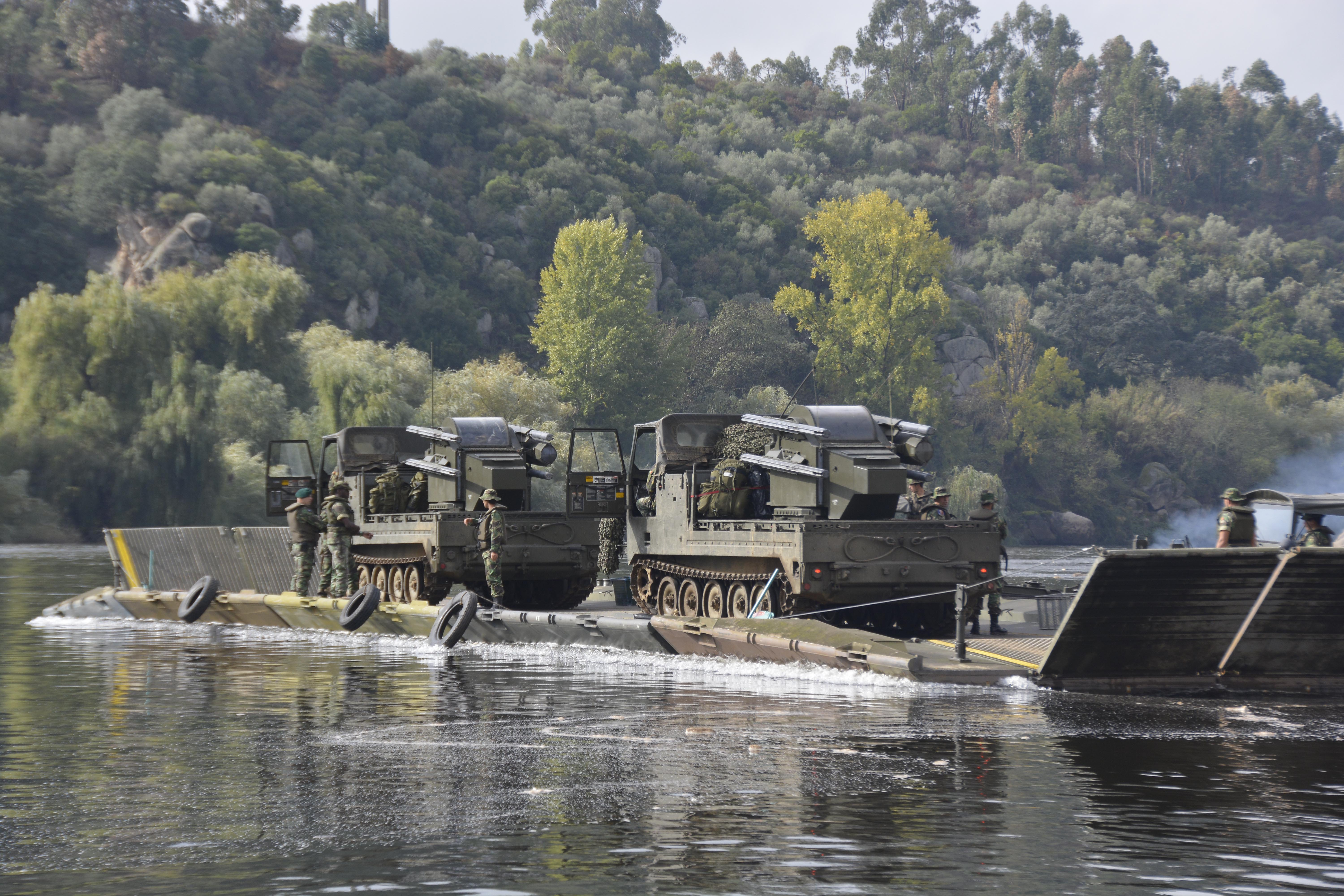
Engenharia do Exército Português a realizar a passagem de defesas antiaéreas entre as margens do rio.

### Componente operacional
A componente operacional do sistema de forças inclui os elementos do Exército dedicados ao cumprimento das missões de natureza operacional. Esses elementos incluem os órgãos de comando operacional, os comandos de formações e as unidades operacionais destacáveis. Esses elementos são preparados, treinados, apoiados e mantidos administrativamente pelos regimentos e demais órgãos da componente fixa do sistema de forças.
Os elementos do componente operacional são:
1. O Comando das Forças Terrestres (CFT);
2. Os comandos das formações e unidades operacionais. Os comandos de formação existentes são:

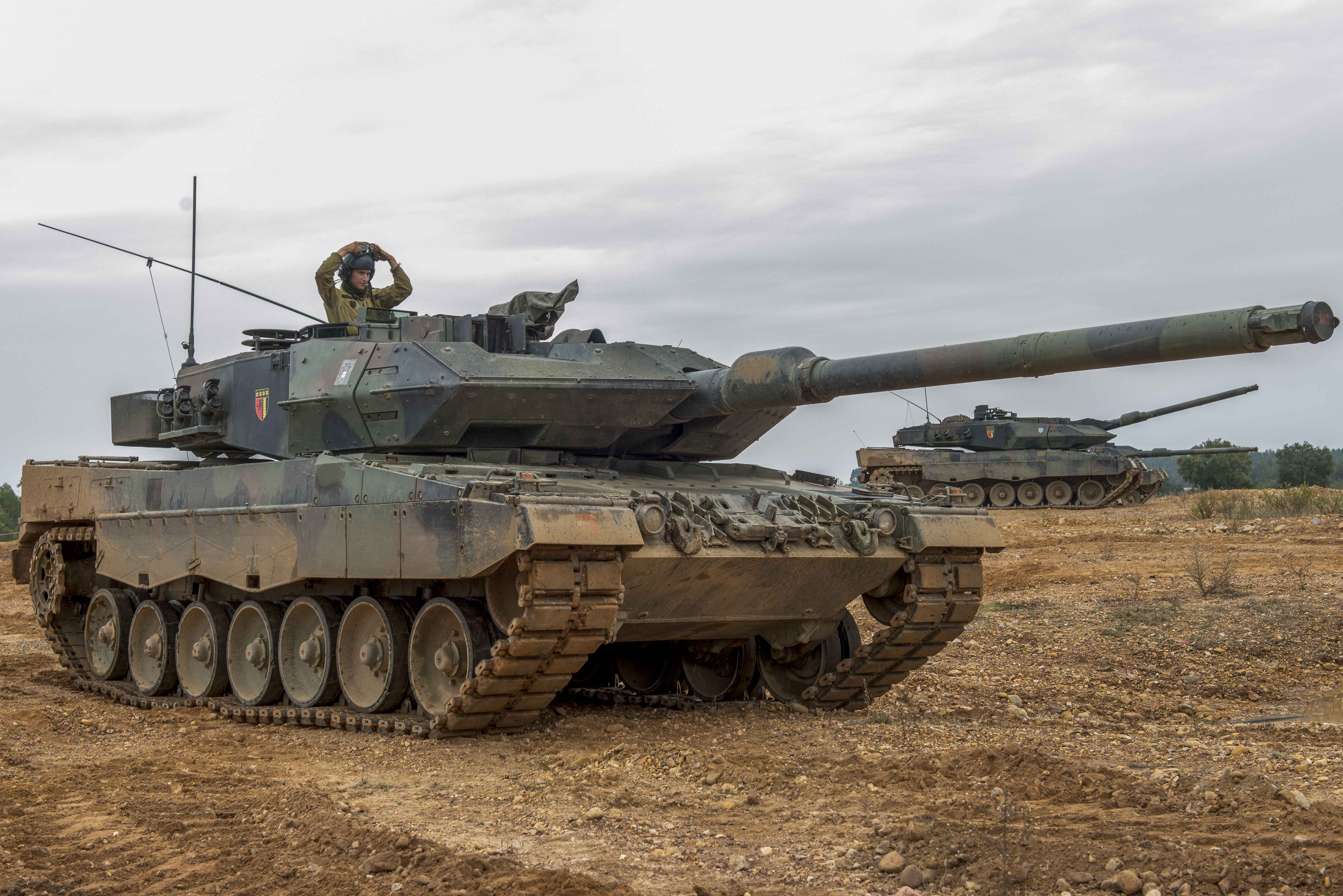
Leopard 2A6 da Brigada Mecanizada do Exército Português

- Brigada Mecanizada (BriMec) — esta é a brigada pesada do Exército Português. As suas unidades Leopard 2A6 da Brigada Mecanizada do Exército Portuguêsoperacionais incluem o Grupo de Carros de Combate (Leopard 2A6), o Batalhão de Infantaria Mecanizada (M113A2), um grupo de artilharia (obus M109A5), um esquadrão de reconhecimento (Leopard 2A6, M901 ITV e M113A2)), uma artilharia antiaérea bateria (MIM-72 Chaparral), a Companhia de Engenharia e um batalhão de apoio de serviços. Esta formação tem uma organização administrativa excecional, que se caracteriza pelas unidades operacionais serem separadas e não fazerem parte de regimentos como habitualmente, e estarem todas concentradas no mesmo local, o Campo Militar de Santa Margarida;

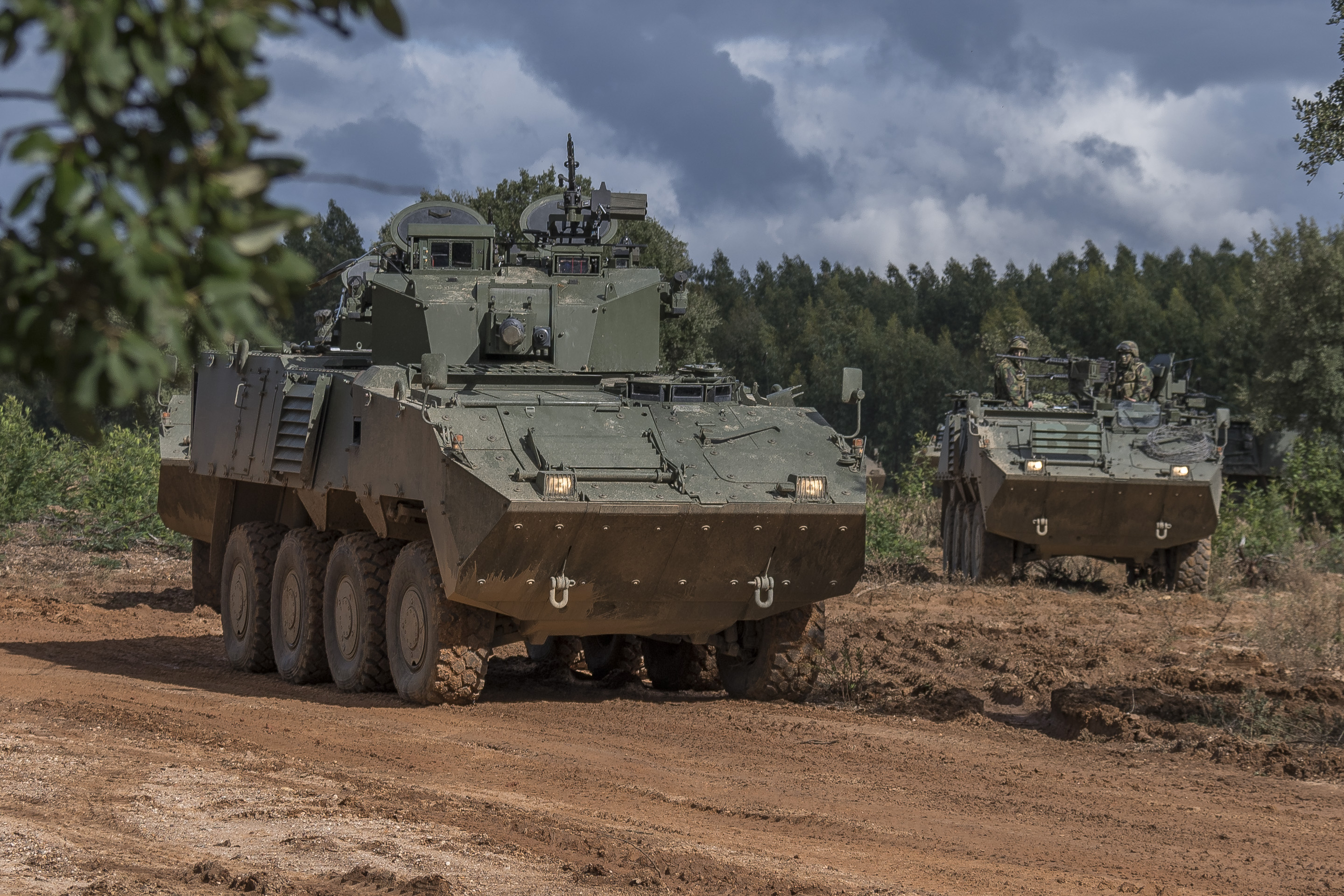
Viaturas blindadas 8X8 Pandur II do Exército Português

- Brigada de Intervenção (BrigInt) — esta é a brigada média do Exército. Inicialmente era uma formação de Viaturas blindadas 8X8 Pandur II do Exército Portuguêsinfantaria motorizada, mas evoluiu para uma brigada mecanizada leve, quando foi equipada com as várias versões dos blindados de rodas portugueses Pandur II. As suas unidades operacionais incluem Grupos de Carros Blindados (Comando V-150 e Pandur II), o 1º Batalhão de Infantaria Mecanizada de Rodas (Pandur II), o 2º Batalhão de Infantaria Mecanizada de Rodas (Pandur II), um grupo de artilharia de campo (obus M114A1 155 mm) , uma bateria de artilharia antiaérea (FIM-92 Stinger), uma companhia de engenharia e um batalhão de apoio de serviços. As suas unidades operacionais estão aquarteladas em vários regimentos e outras unidades de base em todo o país (em Braga, Chaves, Coimbra, Espinho, Porto, Queluz, Vila Real, Viseu e Vendas Novas) estando a maior parte destas sob o controlo administrativo da brigada;

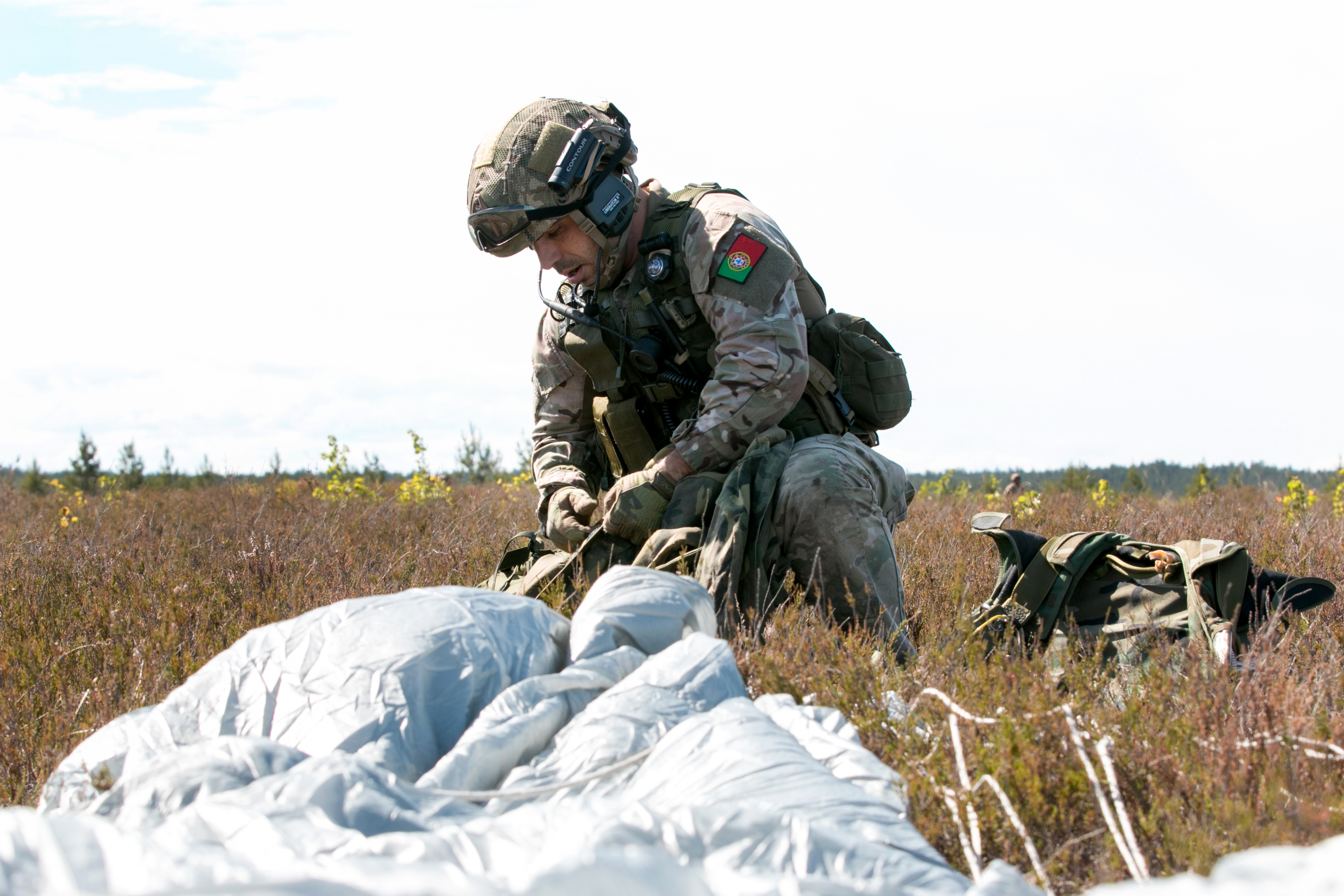
Paraquedista Português após um saldo de grande altitude na Letónia

- Brigada de Reação Rápida (BriRR) — esta é uma brigada de forças especiais. Era originalmente uma Paraquedista Português após um saldo de grande altitude na Letóniabrigada totalmente aerotransportada, com a maioria de seu pessoal sendo qualificado para paraquedistas (incluindo os membros das unidades de apoio ao combate e de apoio ao serviço). Não tem mais essa característica, passando a incluir outros tipos de unidades além das de paraquedistas, incluindo as outras duas forças especiais do Exército (Comandos e Operações Especiais). Também incluía a Unidade de Aviação Ligeira do Exército, até a sua dissolução devido ao cancelamento da aquisição planeada de helicópteros Eurocopter EC635 e NH-90 para o Exército. As suas unidades operacionais atualmente incluem o 1º Batalhão de Infantaria Paraquedista, o 2º Batalhão de Infantaria Paraquedista, o Batalhão de Comando, a Força de Operações Especiais, um grupo de artilharia de campo (L118 Light Gun), um esquadrão de reconhecimento (Panhard VBL), uma bateria antiaérea (FIM-92 Stinger), o Batalhão Operacional Aeroterrestre uma companhia de engenheiros e uma unidade de apoio. As suas unidades operacionais estão aquarteladas em vários regimentos e outras unidades de base em todo o país (em São Jacinto, Lamego, Leiria, Tomar, Tancos, Beja, Queluz e Estremoz), estando a maior parte destas sob o controlo administrativo da brigada.

## Modernização operacional
O Exército Português, tem vindo a se modernizar nos últimos anos, principalmente a partir de 2017. O primeiro visado destas modernizações foi o Centro de Tropas de Operações Especiais, tendo sido adquiridas espingardas HK416A5 e HK417A2, armas de precisão Accuracy International AXMC e Barrett M107, caçadeiras Fabarm STF e lança granadas HK 269. Também foram adquiridas viaturas ligeiras Polaris nas versões Sportsman MV850, MRZR D2 e MRZR D4.
Já em 2018, o Exército, adquiriu os lança granadas Heckler & Koch GMG, 36 drones RQ-11B Raven e 139 viaturas blindadas URO VAMTAC ST5 em várias versões.
Em 2019 concluiu-se o processo de aquisição de armas ligeiras, no qual se incluem as espingardas FN SCAR H e a FN SCAR L que se torna a arma padrão do Exército Português substituindo assim as Heckler & Koch G3A3/A4, IMI Galil e as SIG SG 540; metralhadoras ligeiras e médias FN Minimi mk3 nos calibres 5,56×45mm NATO e 7,62×51mm NATO que substituem, as HK21 e as MG3; lança granadas FN 40GL e vários equipamentos de pontaria. Também em 2019 começou a ser distribuído o novo fardamento ao qual se inclui um novo padrão, capacetes balísticos, óculos de proteção, proteção maxilofacial, colete balístico, cotoveleiras de kevlar, luvas de proteção, relógio ou monitor fisiológico no pulso. Por fim o contrato para a compra da nova pistola terminou, vencendo a austríaca Glock17 de quinta geração.
Em Fevereiro de 2020 o Exército confirmou a compra de 10 viaturas Q-150D através da NSPA, para o Regimento de Paraquedistas, 214 binóculos Jenoptik NYXUS Bird LR com termovisor, 380 caçadeiras Benelli Super Nova e novos mísseis MILAN-2-T para o sistema anti-carro MILAN. Além destas aquisições, também começaram a ser modernizados os canhões Carl Gustav M3 pela Unidade de Apoio Geral de Material do Exército.
Em 2021 o Exército recebeu novos mísseis e miras infravermelhas para o sistema de artilharia anti-aérea FIM-92 Stinger e 1485 monóculos de visão noturna.Já em 2022 o Exército começou a fazer uma total revisão dos seus 18 sistemas de artilharia autopropulsada M109A5 da Brigada Mecanizada.
Em 2023 o Exército vai começar a receber 108 camiões MAN com cabine blindada, compostos por um lote de 61 destinados ao transporte de tropas e cargas, e 47 equipados com contentores de comunicações para reforçarem o Sistema de Informação e Comunicações Tático do Exército SIC-T. Além destes camiões blindados, a Logística do Exército também tem recebido nos últimos anos vários camiões pesados de transporte de cargas e blindados, atrelados, máquinas de rasto, escavadoras e outras máquinas de engenharia.
Através da NSPA (agência de compras da OTAN), o Exército tem abertos concursos para a aquisição de novos sistemas de defesa antiaérea no qual se incluem oito terminais de armas para o Sistema Integrado de Comando e Controlo de Artilharia Antiaérea, dois radares de aviso local, oito sistemas de míssil ligeiro integrados em viaturas táticas ligeiras blindadas ou viaturas táticas médias blindadas, e oito viaturas táticas ligeiras blindadas ou médias blindadas, morteiros de 120mm para serem equipados em viaturas Pandur II, novos sistemas anti-carro, veículos aéreo não tripulados, e aparelhos para o SCS como apontadores iluminadores, lanternas táticas, monóculos térmicos, monóculos de localização de alvos.
Em 2020 foi noticiada a intenção de se adquirem cerca de 200 viaturas Joint Light Tactical Vehicle via FMS, para substituírem os Toyota Land Cruiser e os Land Rover Defender, a compra destas viaturas está consagrada na LPM assinada em 2019, projeto esse mais tarde substituído por um semelhante que prevê a compra de viaturas táticas ligeiras blindadas 4x4.

## Equipamento do Exército Português
Artigo com o equipamento: Equipamento do Exército Português.

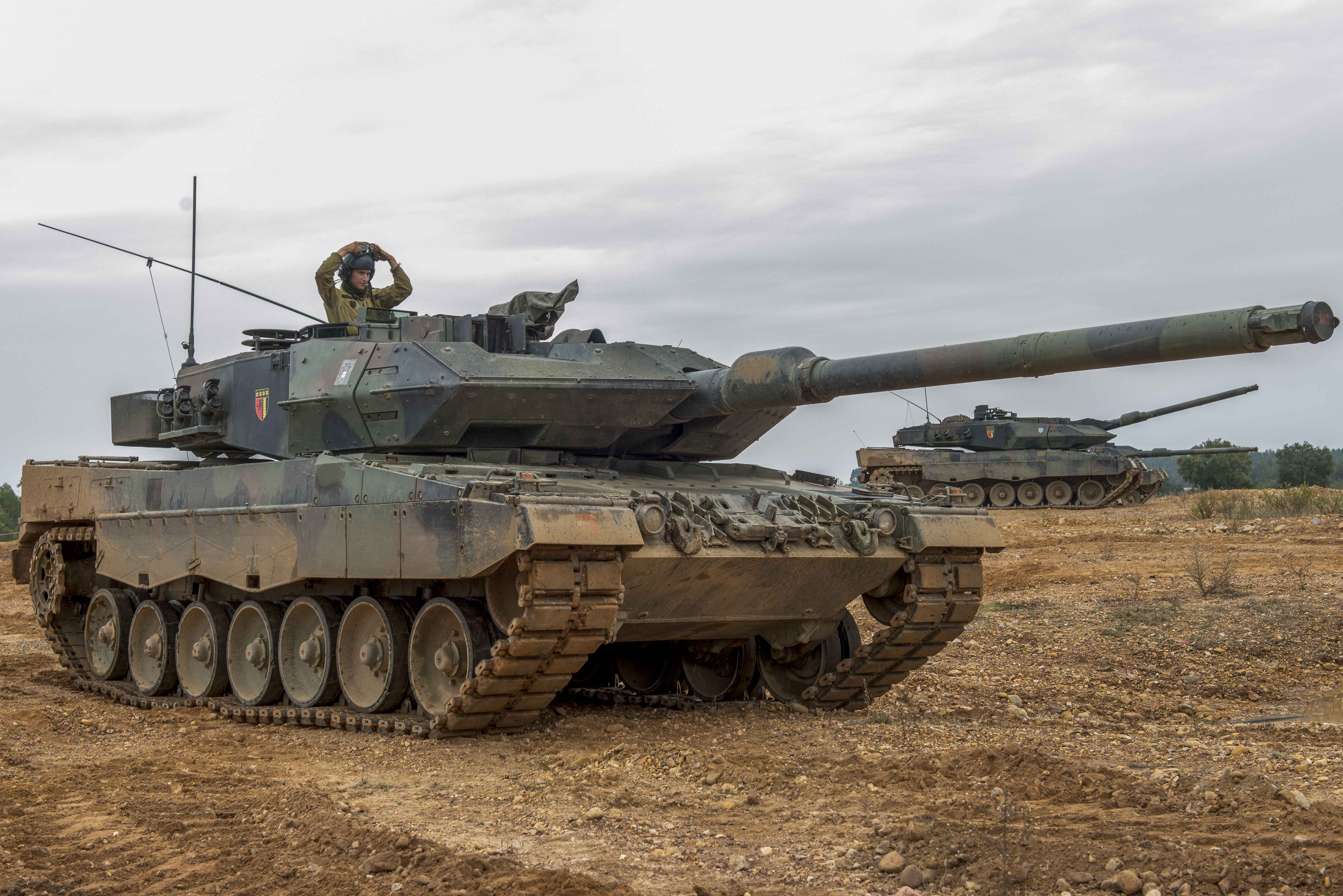
Leopard 2A6 operado pela Brigada Mecanizada (Exército Português)
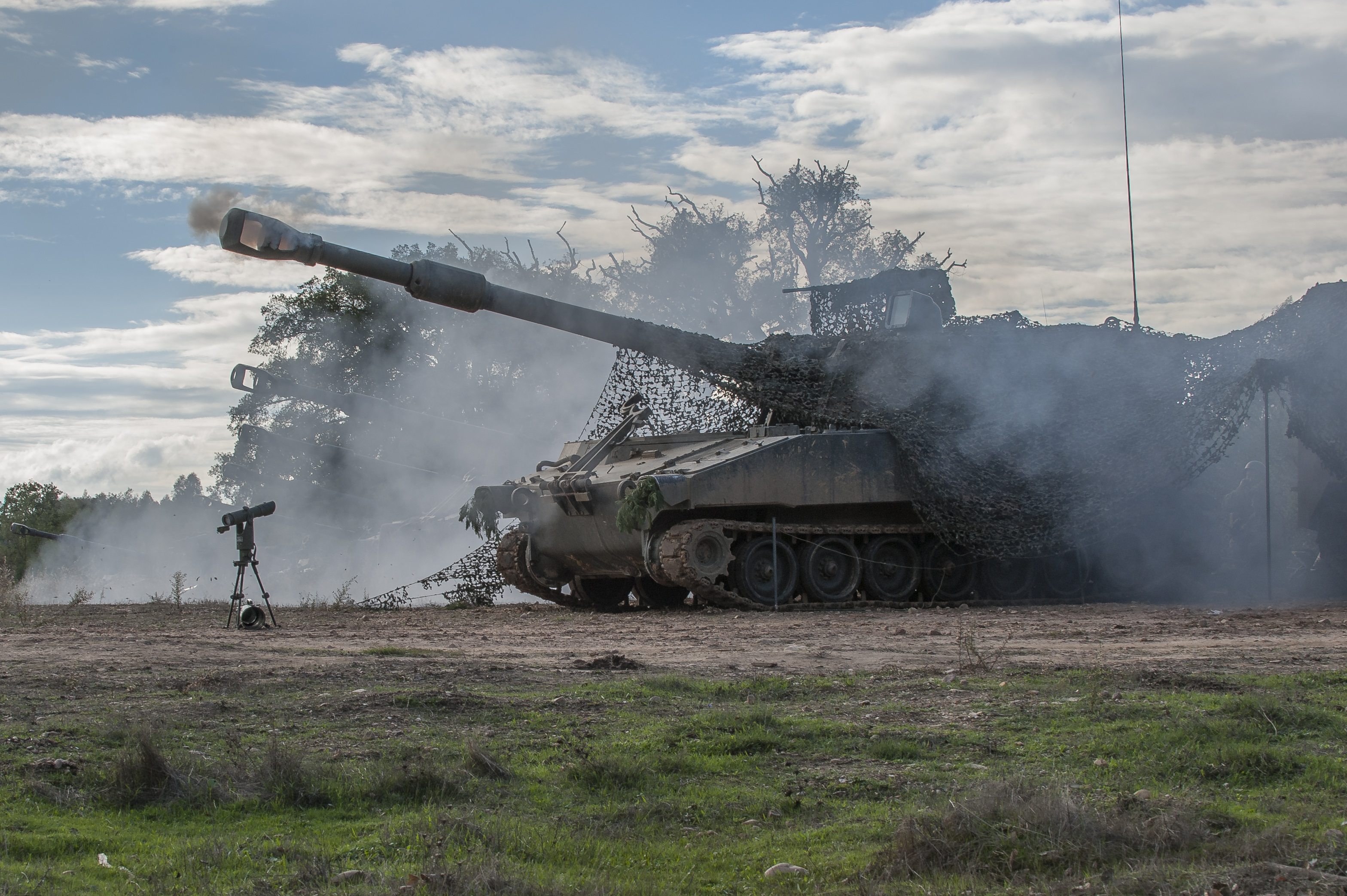
M109A5 operado pela Brigada Mecanizada (Exército Português)
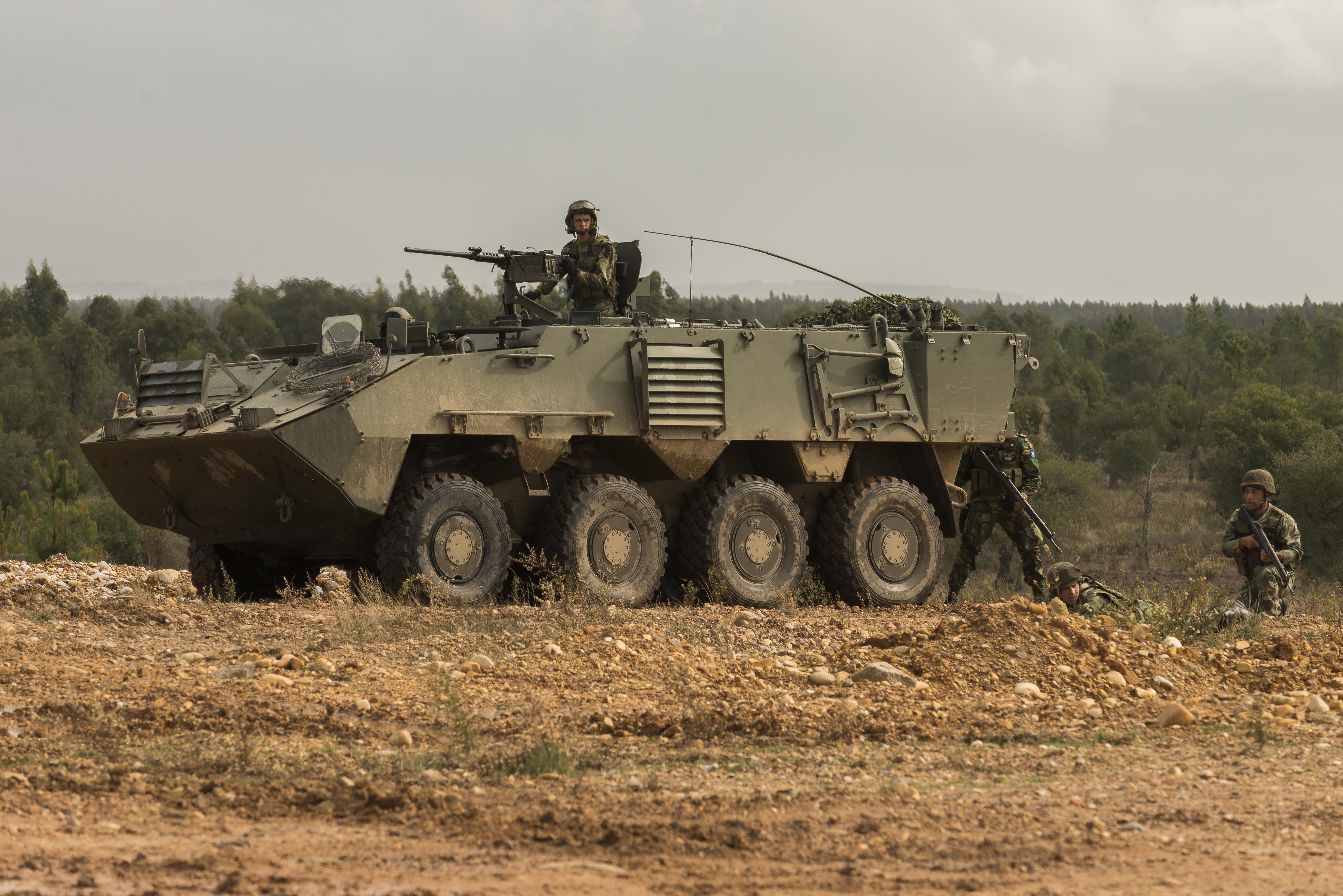
Pandur II operado pela Brigada de Intervenção (Exército Português)
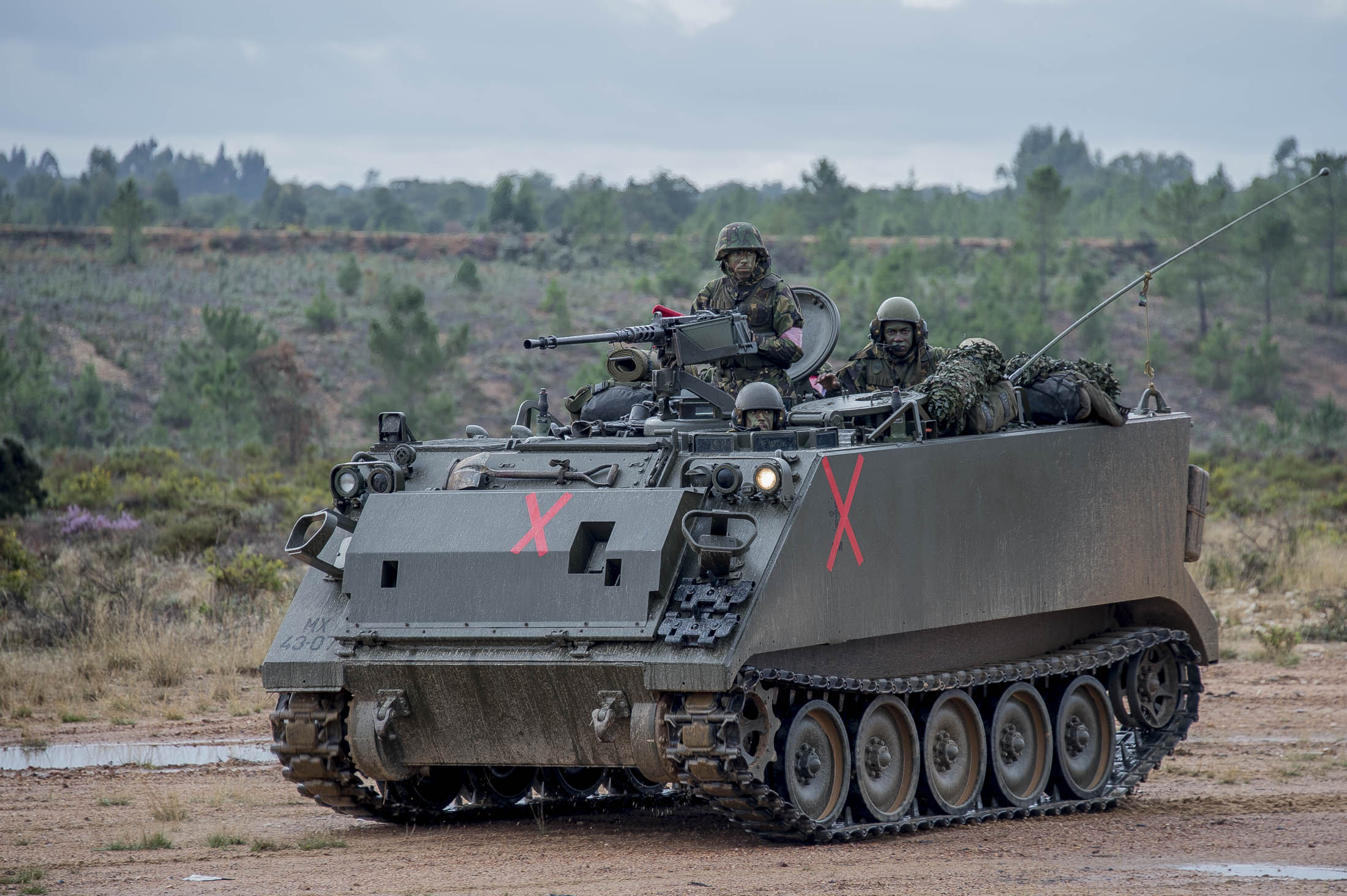
M113 A2 operado pela Infantaria Mecanizada.
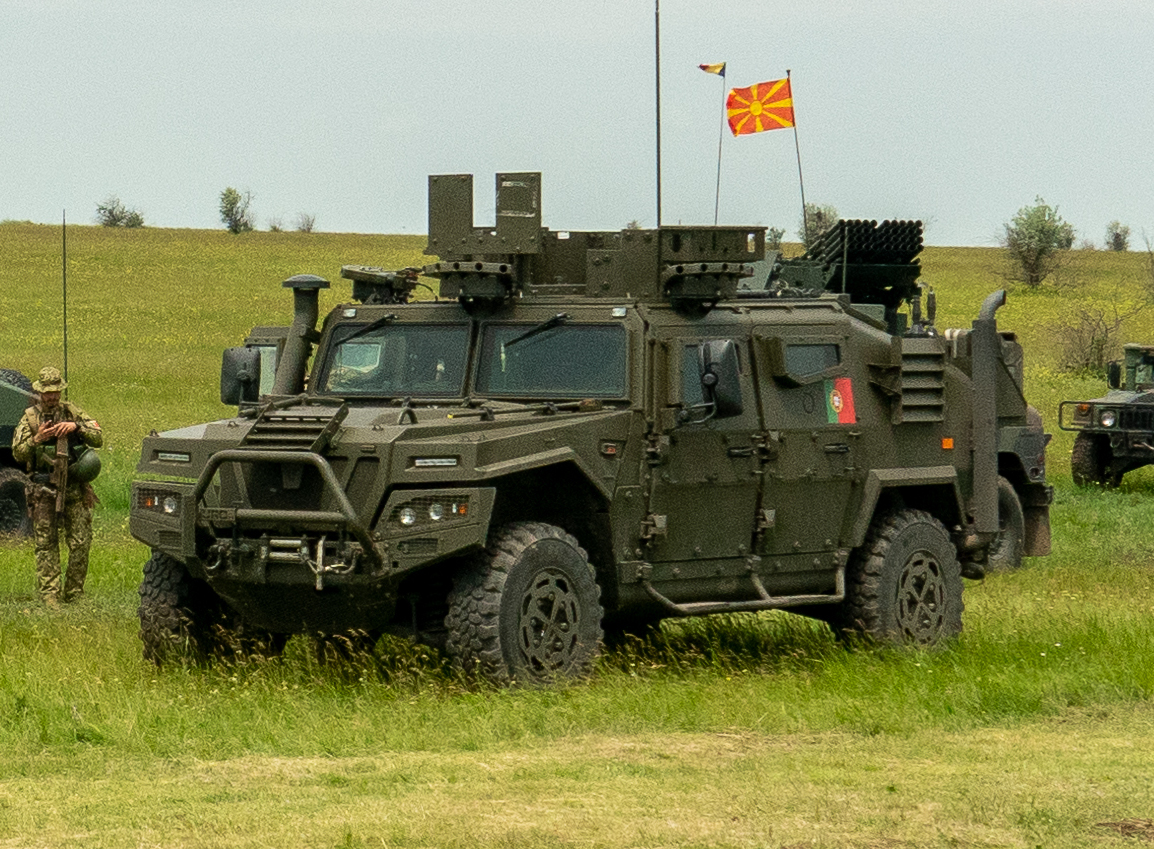
Uro Vamtac ST5 é o novo blindado 4x4 operado pelo Exército Português
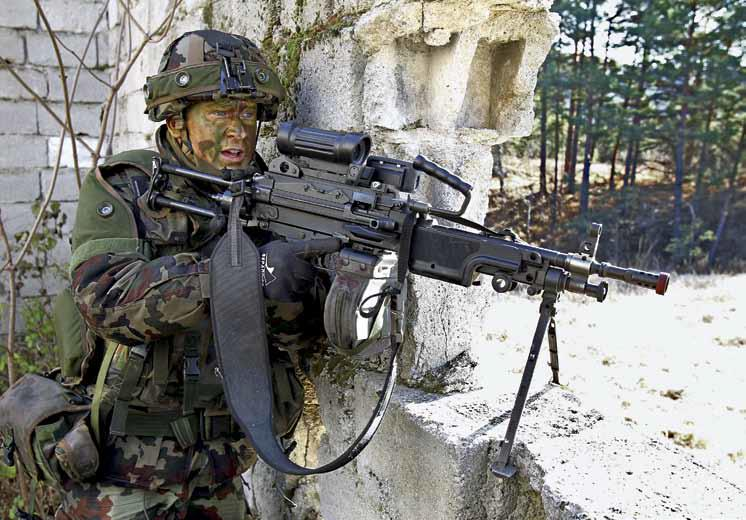
A FN Minimi é a nova metralhadora do Exército Português
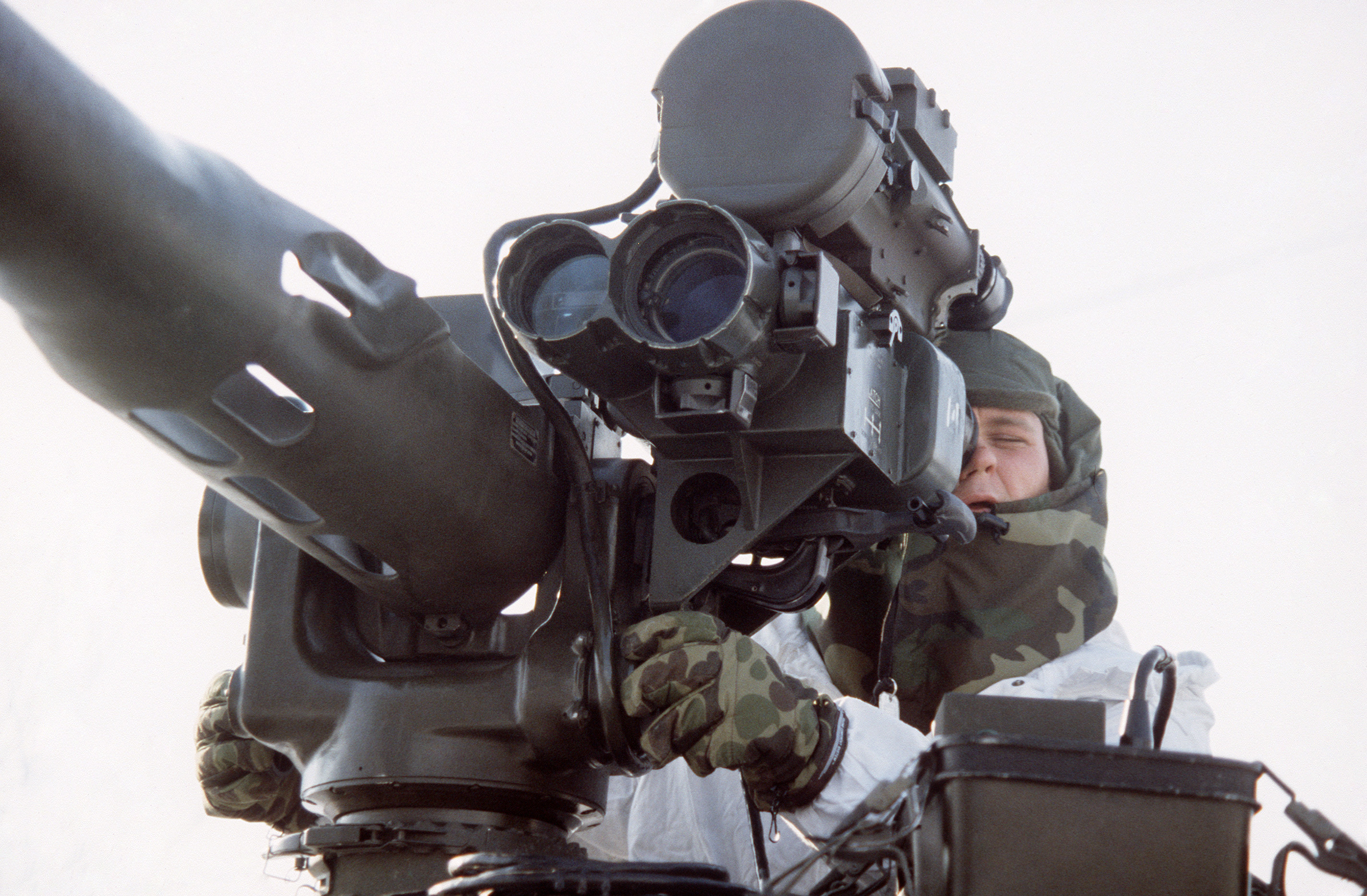
O BGM-71 TOW é um dos sistemas anticarro do Exército.
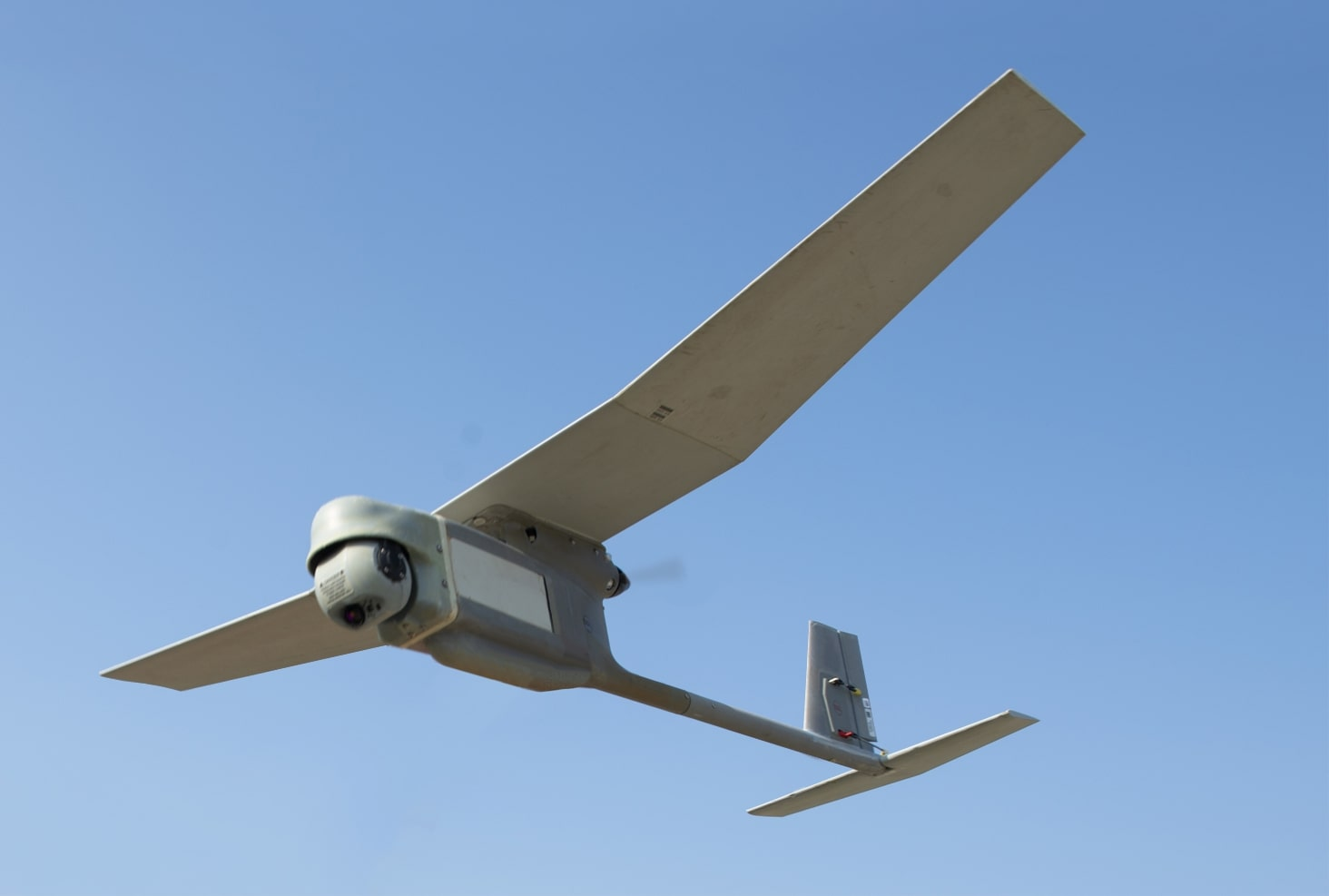
O RQ-11B Raven é o principal sistema aéreo não tripulado do Exército.
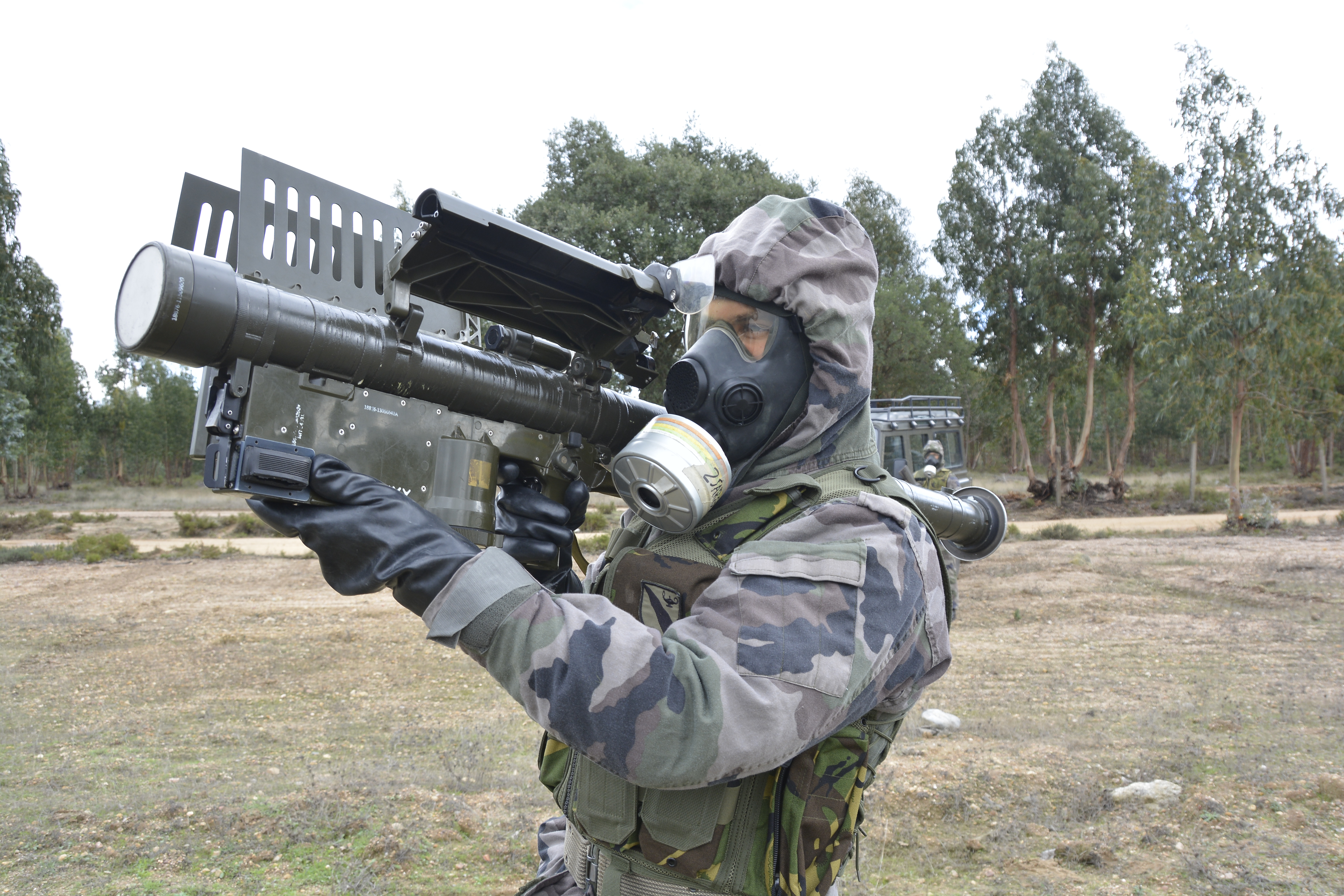
O FIM-92 Stinger é um dos sistemas de defesa antiaérea do Exército Português
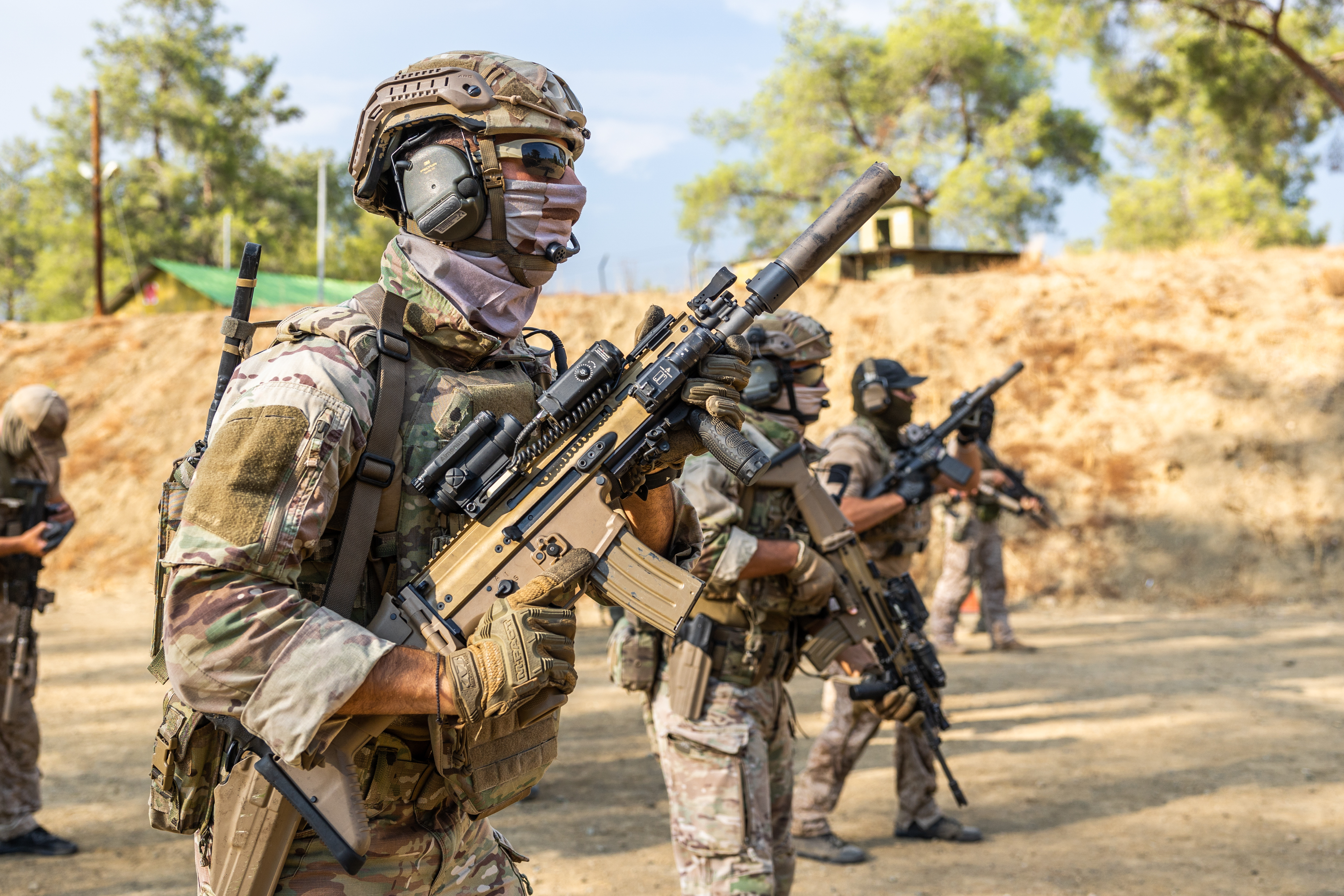
FN SCAR-L é a nova espingarda de assalto do Exército Português

## Hierarquia e distintivos
|  |  |  |  |  |

|  |  |  |

|  |  |  |  |

|  |  |  |  |  |  |  |

|  |  |  |  |